# 上白石萌音
上白石 萌音（かみしらいし もね、1998年1月27日 - ）は、日本の女優、歌手。本名同じ。鹿児島県出身。東宝芸能所属。所属レーベルはPolydor Records。妹は女優、歌手の上白石萌歌。

## 来歴

### 略歴
幼少期を鹿児島県串木野市（現：いちき串木野市）で過ごした後、2005年（小学校1年生）に鹿児島市へ転住する。転校したことで小学校2年生の頃はクラスに馴染めず、保健室登校をしていた。
小学校3年生から3年間、父親の仕事の都合でメキシコへ移り住む。そのため、8歳にしてスペイン語と英語を話すトリリンガルであった。メキシコでは日本人学校に通っていた。帰国後、2011年（中学校1年生）の時にミュージカルスクールの教員の勧めにより受験した第7回『東宝「シンデレラ」オーディション』にて審査員特別賞を受賞し、グランプリを受賞した妹・萌歌とともに東宝芸能へ所属。中学時代は週末に鹿児島から東京まで通いつつ仕事をこなし、実践学園高等学校普通科への進学を機に母・妹とともに上京。
2016年に一般受験で明治大学に合格。在学中、2016年に『君の名は。』2020年に『恋はつづくよどこまでも』で社会現象となる。2016年10月5日に歌手デビュー。
2019年5月9日にオフィシャルファンクラブ「le mone do」を発足。
2024年3月、26歳の時に8年がかりで明治大学を卒業。前年に2つ年下の妹・萌歌が明治学院大学を卒業したことに「火をつけられた」と明かしている。

### 女優活動
2011年にHOME MADE 家族「スターとライン」のPVに妹の萌歌とともに出演し、映像作品に初出演。同年11月放送のNHK大河ドラマ『江〜姫たちの戦国〜』最終回でドラマデビューを果たす。
もともとミュージカルを習っていた上白石にとって初の商業公演が、2012年のミュージカル『王様と私』。
2014年の映画『舞妓はレディ』で800名を超えるオーディション参加者の中から選ばれ、映画初主演。高い演技力・歌唱力により、第38回日本アカデミー賞新人俳優賞をはじめ、第26回山路ふみ子新人女優賞などその他各賞を受賞。
同年に舞台『みえない雲』で舞台初主演。
2015年にはミュージカル『赤毛のアン』で主役のアン・シャーリー役を演じた。翌年には妹・萌歌が同役を演じている。
2016年-2018年の映画『ちはやふる』、2016年の映画『溺れるナイフ』の好演において、第26回日本映画プロフェッショナル大賞 新進女優賞を受賞。
2017年にはTBS系列のテレビドラマ『ホクサイと飯さえあれば』にて、連続ドラマ初主演を果たす。
2018年の映画『羊と鋼の森』において、妹・萌歌と映画で初共演する。劇中では実際にピアノを演奏している。
2019年の映画『L♡DK ひとつ屋根の下、「スキ」がふたつ。』は初のキスシーン作品である。
2020年放送のドラマ『恋はつづくよどこまでも』でゴールデン・プライム帯連続ドラマ初主演。社会現象となった本作における好演により、Yahoo!検索大賞2020女優部門賞、モデルプレス2020年「今年の顔」、2019年度第104回ザテレビジョンドラマアカデミー賞主演女優賞、第45回エランドール賞新人賞や第29回橋田賞新人賞、その他各賞を受賞するなど飛躍の1年となる。
同年に放送のドラマ『ホーム・スイート東京』にて、全編英語作品に初挑戦した。
2021年度・下半期の連続テレビ小説『カムカムエヴリバディ』（NHK）では、朝ドラ初出演にして初主演。上白石は全3,061人の応募者の中からオーディションで選ばれた 。本作で第111回ザテレビジョンドラマアカデミー賞主演女優賞を受賞。
2023年、舞台『千と千尋の神隠し』とミュージカル『ダディ・ロング・レッグズ』の好演により、第30回読売演劇大賞最優秀女優賞を史上最年少で受賞。
2024年に映画『夜明けのすべて』で世界三大映画祭の一つであるベルリン国際映画祭に初参加を果たす。
2024年4月から8月にかけて舞台『千と千尋の神隠し』で イギリスのウェストエンドで最大規模の劇場ロンドン・コロシアムにて、初の海外公演を行う。上白石は135公演のうち半数の67公演を担当  。

### 歌手活動
2014年公開の自身主演の映画『舞妓はレディ』の役名“小春”名義で主題歌「舞妓はレディ」をシングルリリース。
映画、舞台、テレビドラマなどで女優として活動する一方で、歌手デビューに向けて映画『舞妓はレディ』の直後より仮歌としてさまざまなジャンルの楽曲のレコーディングを始め、2015年より『The Favorite Songs』と題したワンカット長回し、アカペラによるMVを自身の公式YouTubeチャンネルで公開、同年秋より東京都内のライブハウスにてライブ活動を開始した。
2016年9月3日に行われた自身が声優を務めた劇場アニメの「映画『君の名は。』大ヒット御礼舞台挨拶」において、サプライズ登場し生歌を披露した野田洋次郎に突然提案され、野田のギター伴奏で「なんでもないや（movie ver.）」を観客の前で初めて歌唱。この模様は情報番組やネットニュースなどで取り上げられ、その歌唱力が話題になった。
同年10月に「なんでもないや（movie ver.）」などを収録したカバーミニアルバム『chouchou』（10月5日発売）をリリースし、上白石萌音名義で歌手デビューを果たした。
2016年10月14日、テレビ朝日『ミュージックステーション』に出演。これが音楽番組初出演となる。
2016年12月27日、歌手デビュー後、初めての有料ライブとなる対バンライブを青山RizMで行い、翌28日には、幕張メッセで行われた『COUNTDOWN JAPAN 16/17』に初出演した。
2017年2月には、初のワンマンライブ『Live THEATRE 〜chouchou〜』を開催。同年7月12日、初のオリジナルアルバム『and...』を発売。
2019年4月5日、所属レコード会社をポニーキャニオンからユニバーサルJへ移籍。
2019年公開の自身がヒロインを務めた映画『L♡DK ひとつ屋根の下、「スキ」がふたつ。』で主題歌を担当 。
2020年8月26日、初のオリジナルフルアルバム『note』を発売し、9月には初のオンラインライブとなる『i note』を開催。
2021年7月より“yattokosa”  全国ツアーを毎年開催している。
2021年10月13日には、上白石萌音名義としては初のシングルCD（「I'll be there」 / 「スピン」のダブルA面）を発売。
2021年度・下半期の連続テレビ小説で初代ヒロインを務めたことで、同年12月31日の『第72回NHK紅白歌合戦』において紅白に初出場し、「夜明けをくちずさめたら」を歌唱した。
2022年1月1日に配信リリースされた『懐かしい未来』が、第100回全国高等学校サッカー選手権大会の応援歌に起用された。
2022年にananAWARDアーティスト部門を受賞。妹・萌歌もフォーカス部門で同時受賞した。
2023年1月に自身初となる武道館ライブ「MONE KAMISHIRAISHI 2023 at BUDOKAN」を開催。また、同時期に自身初となるビルボードライブ、上白石萌音「Billboard Live 15th Anniversary Premium Live」を東京と大阪で開催。
2023年9月8日、文化庁移転記念事業Opening Celebration『きょう ハレの日、記念コンサート』にて歌唱。
2024年12月6日より、自身最大規模（全国10ヵ所11公演）となるライブツアー『「yattokosa」Tour 2024-25《kibi》』を大阪・フェスティバルホールより開始。

### 声優活動・文筆活動など
2012年公開の長編アニメ映画『おおかみこどもの雨と雪』では声優に初挑戦。
2016年に劇場アニメ『君の名は。』にて、主人公・宮水三葉の声を演じた。社会現象となった本作で第11回声優アワード主演女優賞を受賞。
『君の名は。』によって声質の良さや声の演技が評価されたことで、2016年末頃よりナレーションの仕事が増え始め、2017年4月よりナレーターとして初レギュラー番組となるテレビ東京のミニ番組『風景の足跡』が放送開始。同時期にラジオ番組『上白石萌音 good-night letter』も放送を開始する。同年12月よりテレビ番組『彩（いろどり）〜日本遺産〜』の初代ナレーションに選ばれる。
2019年に映画『アリータ: バトル・エンジェル』にて吹き替え初挑戦。
2020年12月23日からTBS系『世界くらべてみたら』でレギュラーMCを務めている。
2021年9月25日に初めてのエッセイ本『いろいろ』を出版。2023年6月には累計発行部数7万部を突破し、台湾版も出版された。
2022年7月25日に、連載をまとめた初めての翻訳本『翻訳書簡『赤毛のアン』をめぐる言葉の旅』を出版。
2024年のドキュメンタリー映画『奇跡の子 夢野に舞う』でナレーションを務める。映画でのナレーションは初挑戦となる。

### 社会貢献活動
2011年3月11日に発生した東日本大震災で影響を受けた人たちに何かしたいと思い立ち、第7回東宝「シンデレラ」オーディションでの賞金を寄付した。
2021年7月3日に発生した静岡県熱海市を中心とした大雨土砂災害（熱海市伊豆山土石流災害）の被害者へ向けた支援プロジェクトを立ち上げ、クラウドファンディングでの募金、またライブ会場、ポップアップストアでの緊急募金箱設置を行った。
2024年1月1日に発生した石川県能登半島を中心とした能登半島地震への支援 として「yattokosa Tour 2023」の売上金の一部を、自身がアンバサダーを務める日本赤十字社を通し寄付した。

## 人物

### 活動
自身のことを「庶民的な役者」と分析する。
役作りの一環として、舞台地や役のゆかりの場所を訪ねる。
台本は自分のセリフに演じる役の子が使っていそうな筆記用具を選び、マークをつけていく。
大事にしている言葉は、 竹中直人の『満足したらこの仕事終わりだよ』、 水野真紀の『どんな仕事が来ても、お仕事頂いた時点でご縁があるので全部やりなさい』という言葉。
「芝居の現場では、照明部、演出部、美術部とそれぞれ役割があるように、役者も『俳優部』と呼ばれていて、あくまで1つの作品を作り上げるための一員で最前線の役割ではない。」と常々思っている。
主役については「 物語を動かす人ではなく、 周りの人が物語を動かすのに反応していくのが主役。目の前で起きていることについてどう思うか、視聴者と一緒に進んでいくのが役目。真ん中であって真ん中ではない。 」「主演なんて名目に過ぎなくて、演者は誰もが、共演者を助演する存在」と語っている。
また、女優と歌手の兼ね合いについては「芝居と歌は一緒に進んでいく両輪」と語り、「提供いただいた曲というのは芝居の台詞と同じ。私は歌声という楽器を使った演奏者として、楽曲を完成させるための役割を全うする。」「 芝居も音楽も、すべての仕事はチームプレーで、常に誰かと助け合っている 」と考えている。
2024年時点ではいつか親になりたいと語っている。また、親になった後に自分が役者業を続けているのかはまだわからないが、少なくともナレーターだけは続けたいと考えている。

### 人物的特徴
名前の「萌音」は「音が芽吹く」という意味があり、「音楽が好きになってほしい」との親からの願いをこめて名付けられた。両親が、画家のクロード・モネを好きだったことも由来の一つである。
性格は、ネガティブな楽天家。自己肯定感は低く、優柔不断。自他ともに認める理詰めするタイプ。天邪鬼で、 周りが盛りあがれば盛りあがるほど冷静になっていく性格 。

### 家族
女優の上白石萌歌は2歳年下の妹。第7回『東宝「シンデレラ」オーディション』で萌音は審査員特別賞・萌歌はグランプリを受賞した。身長は妹の萌歌の方が10センチ以上高い。
父親は社会科の教師で、母親は元音楽教師で現ピアノ指導者。両親が教師なこともあり揃って厳しかった。
父親がメキシコの日本人学校で勤めていたことから、小学校3年生（2006年）から5年生（2008年）までの3年間をメキシコで生活をしていた。街中に歌や踊りがあふれている国であらためて音楽やエンタテインメントの魅力を感じ、また人との繋がりを大切にする国で人と話すことや人との関係を築くことが好きになるなど自己の形成に大きな影響を与えたという。

### 趣味・特技
公式プロフィールでは、趣味を「読書、音楽を聴くこと、歌うこと 踊ること」としている。好きな小説家に、宮下奈都、伊坂幸太郎、瀬尾まいこ、原田マハなどがある。プライベートでも親交のある原田の小説をきっかけに、美術鑑賞も趣味となった。
親が洋楽を好きだったことから自宅ではスティングやABBAといった音楽がよくかかっている環境であった。また、親が好きであったことから唯一流していた邦楽がMr.Childrenであった。母親のお腹の中にいる頃から音楽に囲まれた環境で育った。自身がよく聴いているアーティストには松任谷由実、aiko、星野源、コトリンゴ、Mr.Children、いきものがかり、小林武史、ハナレグミ、大橋トリオ等の名前を挙げている。昭和歌謡も好む。
子供の頃よりミュージカルと同時にクラシックバレエも習っていた。
お笑いが好きで、特に東京03の大ファンを公言している。
母親がピアノ指導者であるため、3歳の頃からピアノを習っていた。しかし、音楽が流れると踊ったり歌ったりしたくなり、体が勝手に動いてしまうことから小学1年生の頃に挫折。その後、中学2年生の頃よりコードを押さえながら歌うことを楽しむようになり、再びピアノを弾くようになった。
言葉を覚えるのが早く、2歳になる前にはペラペラと話し、同時期に歌も歌い始めていたという。高校時代の好きな教科は英語、苦手な教科は理科。大学では英語教育に力を入れている国際日本学部に所属し、英語漬けの日々を送った。語学が好きなため、芸能界に入っていなければ、ホテルマンか翻訳の仕事をしたかった。方言のある役が多いこともあり、言語学にも興味がある。
英検2級、スペイン語技能検定6級の資格を持つ。
足が速く、中学生時代は帰宅部でありながら大会前だけ陸上部に招集されていた（短距離走、鹿児島市陸上記録会7位-東宝シンデレラチラシより）。

### 嗜好
好きな食べ物はなすと肉ときのこ。また、食べられる豆と食べられない豆がある。
料理を作るのが好きで、ストレスが溜まった時は無心で野菜をひたすら切る。
レコーディングではいつも裸足で歌う。
好きな花はミモザ。
手紙を書くのが好き。
虫も含めて動物全般が好き。猫派。
子供が好き。

### ファンクラブ「le mone do」
- 「レモネード」というファンクラブ名から、ファンの総称を「レモネーダー」という。「🍋」のマークをつけることもある。
- 2019年5月9日 15:00にオープン[158]
- 2019年9月1日に公式マスコットキャラクター、レモンの襟巻が印象的なねこ「れもねこ」が誕生[159]
  - イラストレーターshigemiが描き下ろしたキャラクター。その後、グッズイラストなども担当。

### 憧れの人物
NHK連続テレビ小説『おひさま』の頃より井上真央が尊敬する存在であった。
また、自身の理想像を聞かれた際は松たか子の名前を挙げ、「どこに行っても筋を通して、説得力を持てる方に凄くあこがれます」と答えており、将来はミュージカルからドラマ、映画まで幅広く活躍する松たか子や高畑充希のような女優を目指している。

### 交友関係
- 同じ鹿児島出身の宮脇咲良は同い年で、小学生の頃に鹿児島市内で同じミュージカルスクールに通っていた友人[161][162][163]。
- 鹿児島読売テレビの横山あさみアナウンサーは幼馴染で、クラシックバレエを習っていた時の友人[164]。
- 浜辺美波と山崎紘菜は同じオーディションで芸能界入りを果たした同期[165]。
- 藤原さくらとの間で“やりたいことリスト”を作っている[166][167]。よく旅行に行く大親友である[168][169]。
- 風間俊介とはドラマの共演以来仲が良い[170]。風間は「相当仲のいい女優」「友達」と公言しており[171]、上白石も仲のいい役者に風間の名前を挙げている[172][173]。
- 女優の奈緒とも友人であり[174][175]、「私が撮りたかった女優展」では上白石の写真を奈緒が撮影した[176]。
- 上白石は演出家ジョン・ケアードの作品に何度も出演しており[177]、ジョンについて「恩人。私の舞台人生は、ジョンなしでは語れない。」と話している[178]。ジョンは会う度に「Oh, My Little Girl！」と言って上白石を抱きしめてくれる[179]。
- 井上芳雄とは4回共演している。その全てが相手役であったため、井上は自身を「上白石萌音の専属相手役」と度々表現している[180][181][169]。上白石の初武道館ライブでは、ゲストとして井上を呼んだ[182][183]。
- 山本耕史とは 家族ぐるみの付き合いである。特に上白石の父親と仲が良く飲み友達[184]。
- 佐藤栞里とは、沸騰ワード10の番組ディレクターから促される形で連絡先を交換[169]。「もねしー」という愛称で番組内では取り上げられている。同番組で川田裕美とも親交を深め、3人のLINEグループがある[185][186]。
- ウエンツ瑛士とはボイストレーニングの先生が同じ[187][188]。
- 女優の杉咲花と小野花梨[189]は仕事や演技の悩みを相談し合う仲。もともと小野と杉咲の仲がいいため、3人で会うこともある[190][169]。
- スターダストレビューの根本要とはバラエティ番組で共演した[191]。上白石自身は根本の連絡先を聞きたくとも聞くことが出来なかったが、スターダスト☆レビューの大ファンである父親が、上白石のライブを見に来た根本と舞台裏でなぜか連絡先を交換している[192][169]。
- 屋比久知奈とはミュージカルで共演した[193]。2人の相手役を務めた井上から「ミュージカル史上、一番仲が良い」と言われるほど仲の良い友人[194][169]。
- その他、周防正行[195]、原田マハ[196][197]、新海誠[198]、神木隆之介[199]、 タイの俳優ティティ・マハーヨーターラック（通称 バンク）[200]、清原果耶[201][202]、北大路欣也[203][169]、池田エライザ[204][205]、折井理子[206][207]、堂本光一[208][209]、音月桂[210]、中村七之助[211][212]、杉野遥亮[213][214]、フワちゃん[215]、西田尚美[216]、甲本雅裕[216]、段田安則[217]、ミキ[218][219][220]、YOU[169]、咲妃みゆ[221]、夏木マリ[169][222][223]、斉藤ノヴ[224]、橋本環奈[169][225]、生田絵梨花[226][227]などと連絡を取り合ったり、食事に行ったり、旅行したりなどそれぞれ交流がある。

## 受賞歴

### 舞台
2019年
- WOWOW「勝手に演劇大賞2018」新人賞（『ナイツ・テイルー騎士物語ー』）[228]

2020年
- 2019年 All Aboutミュージカル・アワード 新星賞（『組曲虐殺』）[229]

2021年
- 第47回菊田一夫演劇賞 菊田一夫演劇大賞（『千と千尋の神隠し』上演関係者一同での受賞）[230][231]

2023年
- 第30回読売演劇大賞 最優秀女優賞（『千と千尋の神隠し』『ダディ・ロング・レッグズ』）[232]

### 映画
2014年
- 第38回山路ふみ子映画賞 新人女優賞（『舞妓はレディ』）[233][234]
- 第19回日本インターネット映画大賞 日本映画部門 （『舞妓はレディ』）
  - ニューフェイスブレイク賞
  - ベストインパクト賞

2015年
- 第38回日本アカデミー賞 新人俳優賞（『舞妓はレディ』）[235][236]
- 2014年度全国映連賞 女優賞（『舞妓はレディ』） [237]

2017年
- 第26回日本映画プロフェッショナル大賞 新進女優賞（『溺れるナイフ』『ちはやふる−上の句−』『ちはやふる−下の句−』）[238][239]

2024年
- 第16回TAMA映画賞 最優秀女優賞（『夜明けのすべて』）[240]

2025年
- 第48回日本アカデミー賞 優秀主演女優賞（『夜明けのすべて』）[241]

### ドラマ
2020年
- 第104回ザテレビジョンドラマアカデミー賞 主演女優賞（『恋はつづくよどこまでも』）[242]
- 第30回TV LIFE年間ドラマ大賞 主演女優賞 第1位（『恋はつづくよどこまでも』）[243]

2021年
- 第45回エランドール賞 新人賞[244]
- 第29回橋田賞 新人賞（『恋はつづくよどこまでも』）[245]
- KKTV2020年度日劇賞 最優秀主演女優賞（『恋はつづくよどこまでも』） [121]
- TVstation ドラマ大賞 主演女優賞 第1位（『恋はつづくよどこまでも』）[121]

2022年
- 第111回ザテレビジョンドラマアカデミー賞 主演女優賞（『カムカムエヴリバディ』）[246]

### 声優・歌手
2017年
- 第11回声優アワード 主演女優賞（『君の名は。』）[247]

2021年
- anan AWARD 2022 アーティスト部門[248]

### その他
2011年
- 第7回東宝「シンデレラ」オーディション 審査員特別賞

2020年
- ベストスマイル・オブ・ザ・イヤー2020[249]
- モデルプレス 2020年「今年の顔」[250]
- Yahoo!検索大賞2020 女優部門賞[251]
- オリコンブレイク女優ランキング ランクイン（上半期1位[252]、年間3位[253]）

2022年
- 第21回サライ大賞2022 人物賞[254]

## 出演作品（俳優）
主演作品は役名を太字で表示

### 舞台
- TMA-Extra『奇跡の人』（2011年8月27日・8月28日、東京・ダイジョースタジオ Dスタジオ） - 主演・ヘレン・ケラー 役[注 6][255][256]
- ミュージカル『王様と私』（2012年7月3日 - 8月12日、東京・ゆうぽうとホールほか地方公演[注 7]） - ルイス（英語版） 役[257][258]
- ミナモザ第16回公演『みえない雲』（2014年12月10日 - 12月16日、東京・シアタートラム） - 主演・ヤンナ・ベルタ 役[259][260][261][262]
- ミュージカル『赤毛のアン』（2015年8月16日 - 8月27日、東京・新宿文化センターほか地方公演[注 8]） -  主演・アン・シャーリー 役[263][264][265][266]
- 竹生企画第三弾『火星の二人』（2018年4月10日 - 6月3日、東京・シアタークリエほか地方公演[注 9]） - さやか 役[267][268][269][270][271]
- ミュージカル『ナイツ・テイルー騎士物語ー』- 牢番の娘 役[注 10]
  - ミュージカル『ナイツ・テイルー騎士物語ー』（2018年7月27日 - 8月29日、東京・帝国劇場 / 9月18日 - 10月15日、大阪・梅田芸術劇場 メインホール）[272][273][274][275]
  - ミュージカル『ナイツ・テイル』in シンフォニックコンサート（2020年8月10日 - 8月13日、東京・東京芸術劇場 コンサートホール / 8月18日 - 8月22日、東京・東京オペラシティ コンサートホール）[276][277]
  - ミュージカル『ナイツ・テイルー騎士物語ー』（2021年9月13日[注 11][278] - 30日、大阪・梅田芸術劇場 メインホール / 10月6日 - 11月7日、東京・帝国劇場 / 11月13日 - 11月29日、福岡・博多座）
  - ミュージカル『ナイツ・テイルー騎士物語ー』ARENA LIVE（2025年8月2日 - 10日〈予定〉、東京ガーデンシアター）[279]
- 音楽劇『組曲虐殺』（2019年10月6日 - 10月27日、東京・天王洲 銀河劇場ほか地方公演[注 12]） - 田口瀧子 役[280]
- Disney on CLASSIC Premium『美女と野獣』イン・コンサート（2020年2月22日・2月23日、神奈川・横浜アリーナ） - 主演・ベル 役[281]
- 舞台『千と千尋の神隠しSpirited Away』 - 主演・千尋 役
  - 2022年2月 - 7月、東京・帝国劇場ほか[注 13]（橋本環奈とのWキャスト）[282]
  - 2023年8月13日 - 8月26日、名古屋・御園座（橋本環奈とのWキャスト） [283]
  - 2024年3月11日 - 8月24日、東京・帝国劇場ほか[注 14][注 15][284]
- ミュージカル『ダディ・ロング・レッグズ 〜足ながおじさんより〜』（2022年8月14日 - 8月17日、東京・シアター1010 / 8月19日 - 8月22日、大阪・梅田芸術劇場シアター・ドラマシティ / 8月24日 - 8月31日、東京・シアタークリエ） - 主演・ジルーシャ・アボット 役（坂本真綾の代役）[285]
- ミュージカル『ジェーン・エア』（2023年3月、東京・東京芸術劇場 プレイハウス / 4月、大阪・梅田芸術劇場 シアター・ドラマシティ） - 主演・ジェーン・エア & ヘレン・バーンズ 役（屋比久知奈と役替わりのWキャスト） [286]
- 朗読劇『メメント・モリ』（2024年12月14日・15日、ところざわサクラタウン ジャパンパビリオン ホールA）[287]

#### 公演中止
- 日生劇場ファミリーフェスティヴァル2020「NHKみんなのうたミュージカル『リトル・ゾンビガール』」（2020年） - 主演・ノノ 役（熊谷彩春とのWキャスト）[288][289]
  - 2020年7月17日の東京・日生劇場を皮切りに、10月上旬まで全国での公演が予定されていたが[注 16]、新型コロナウイルス感染症の影響で公演のための準備期間が十分に確保できないことから、全公演を中止することが6月1日に発表された[290][291]。

### 映画
- 空色物語 第四話 上白石萌音〜ニケとかたつむり〜（2011年11月29日、東宝）[292]
- だいじょうぶ3組（2013年3月23日、東宝） - 中西文乃 役
- 舞妓はレディ（2014年9月13日、東宝） - 主演・西郷春子 役[293]
- ちはやふる（東宝） - 大江奏 役[294]
  - ちはやふる -上の句-（2016年3月19日）
  - ちはやふる -下の句-（2016年4月29日）
  - ちはやふる -繋ぐ-（2018年2月20日）[295]
  - ちはやふる -結び-（2018年3月17日）
- 溺れるナイフ（2016年11月5日、ギャガ） - 松永カナ 役[296][297]
- 羊と鋼の森（2018年6月8日、東宝） - 佐倉和音 役[37][298]
- 泣き虫しょったんの奇跡（2018年9月7日、東京テアトル） - 真理子 役[299]
- L♡DK ひとつ屋根の下、「スキ」がふたつ。（2019年3月21日、東映） - 主演・西森葵 役[300]
- スタートアップ・ガールズ（2019年9月6日、プレシディオ） - 主演・小松光 役（山崎紘菜とのW主演）[301]
- カツベン!（2019年12月13日、東映） - お宮 役（劇中映画『金色夜叉』の登場人物）[302]
- 夜明けのすべて（2024年2月9日、バンダイナムコフィルムワークス / アスミック・エース） - 主演・藤沢美紗 役（松村北斗とW主演）[303][304]
- ふしぎ駄菓子屋 銭天堂（2024年12月13日、東宝） - よどみ 役[305]
- 35年目のラブレター（2025年3月7日、東映） - 若き日の西畑皎子 役[306][307]

### テレビドラマ
- 大河ドラマ（NHK総合）
  - 江〜姫たちの戦国〜 最終回（2011年11月27日） - 和（徳川和子） 役
  - 西郷どん 第39回、第46回、最終回（2018年10月21日、12月9日・12月16日） - 西郷清 役[308]
  - 青天を衝け（2021年3月21日 - ） - 篤君（天璋院） 役[309]
- 第11回文芸社ドラマスペシャル「恋味母娘」（2012年2月19日、テレビ朝日） - 西山菜穂 役[310][311]
- ホクサイと飯さえあれば（2017年1月23日 - 3月13日、毎日放送 / 2017年1月25日 - 3月15日、TBS） - 主演・山田文子 役[35][36][312]
- 佐賀発地域ドラマ「ガタの国から」（2017年7月14日、NHK佐賀 / 7月19日、NHK BSプレミアム） - 主演・片瀬未来 役[313][314][315]
- 陸王（2017年10月15日 - 12月24日、TBS） - 宮沢茜 役[316]
- SUITS／スーツ シリーズ（フジテレビ） - 藤嶋春香 役
  - season1 最終話（2018年12月18日）[317]
  - season2 第11話 - 最終話（2020年9月21日 - 10月19日）[318][319]
- 記憶捜査〜新宿東署事件ファイル〜 シリーズ（テレビ東京） - 遠山咲 役
  - シーズン1（2019年1月18日 - 3月1日） [320]
  - ドラマスペシャル（2020年7月27日）[321]
  - シーズン2（2020年10月23日 - 12月4日）[322]
  - ドラマスペシャル2（2022年6月20日）[323]
  - シーズン3（2022年11月4日 - 12月16日）[324][325]
  - ドラマスペシャル3（2025年3月10日）[326]
- プリンセス美智子さま物語 知られざる愛と苦悩の軌跡（2019年4月30日、フジテレビ） - 宮本ひろ子 役[327]
- 世にも奇妙な物語 '19雨の特別編「永遠のヒーロー」（2019年6月8日、フジテレビ） - 大場亜希 役[328]
- プレミアムドラマ 令和元年版 怪談牡丹燈籠 Beauty&Fear（2019年10月6日 - 10月27日、NHK BSプレミアム） - お露 役[329]
  - 4Kスペシャル 完本 怪談牡丹燈籠 Beauty&Fear（NHK BS4K）[注 17]
    - 前編「因の巻」（2019年12月7日）
    - 後編「果の巻」（2019年12月14日）

  - プレミアムドラマ 怪談牡丹燈籠異聞「お露と新三郎 Love＆Death」（2019年12月28日、NHK BSプレミアム）[注 18]
- 孤独のグルメ Season8 第2話（2019年10月12日、テレビ東京） - 沢村まどか 役[330]
- 赤ひげ2 第2回「優しさと嘘と」（2019年11月6日、NHK BS4K / 11月8日、NHK BSプレミアム） - おりつ 役
- 恋はつづくよどこまでも（2020年1月14日 - 3月17日、TBS） - 主演・佐倉七瀬 役[40]
- 未満警察 ミッドナイトランナー 第2話・第3話（2020年7月4日・7月11日[注 19]、日本テレビ） - 亜未 役[331]
- ほんとにあった怖い話 2020 特別編「あかずの間を造った話」（2020年10月31日、フジテレビ） - 主演・佐々木彩 役[332]
- ホーム・スイート東京（2020年12月28日〈4話連続放送〉、NHK BSプレミアム、全編英語） - 節子 役
- オー!マイ・ボス!恋は別冊で（2021年1月12日 - 3月16日、TBS） - 主演・鈴木奈未 役[333]
- 連続テレビ小説 カムカムエヴリバディ（2021年11月2日 - 12月22日、NHK総合[334]） - 主演・橘（雉真）安子 役（深津絵里、川栄李奈とのトリプル主演）[335][336]
- 忠臣蔵狂詩曲No.5 中村仲蔵 出世階段（2021年12月4日・12月11日、NHK BSプレミアム・BS4K） - お岸 役[337]
- 探偵ロマンス 第2回（2023年1月28日、NHK大阪） - 歌劇の唄い手 役（歌唱のみの出演）[338]
- 忍者に結婚は難しい 第8話（2023年2月23日、フジテレビ） - 山田藍花 役[339]
- 霊験お初〜震える岩〜（2024年5月4日、テレビ朝日） - 主演・お初 役[340]
- 法廷のドラゴン（2025年1月17日 - 3月7日、テレビ東京） - 主演・天童竜美 役[341]
- ちはやふる-めぐり-（2025年7月9日 - 、日本テレビ） - 大江奏 役[342][343]

#### 配信ドラマ
- まだまだ恋はつづくよどこまでも（2020年1月14日 - 3月17日、Paravi）[344]

### ネット動画
- 「ニクイねぇ！シアター」第1弾「Mother」（2016年10月12日 - 、三菱電機） - 主演・茜 役[345]

### バラエティ番組
- 痛快TV スカッとジャパン「イケメン神対応」（2016年8月29日）-神木隆之介と共演[346]
- 鉄っちゃんのアドリブで笑（2019年8月18日、NHK BS） - 台本なしのアドリブコント[347]
- お家で遊ぼう（2020年5月16日、フジテレビ） - MC[348]
- 世界くらべてみたら（2020年12月23日 - 、TBS） - レギュラーMC [注 20] [349]
- LIFE！（NHK総合） 
  - 春 〜君の声に捧げるコント〜  -  閻魔大王の娘 役など（2022年5月6日）[350]
  - 春夏秋冬（2023年3月23日）[351]
- あたらしいテレビ（2024年1月8日、NHK総合） - MC[352]

### ドキュメンタリー番組・教育番組
ナレーションを務めた番組は 出演作品（声の出演） 参照。
- 英雄たちの選択スペシャル「大奥贈答品日記」（2019年6月15日、NHK BSプレミアム） - 出演[353][354]
- バイキング×グッディ！×FNN Live News即位の礼ＳＰ（2019年10月22日、フジテレビ） - 生出演[355]
- 情熱大陸 Vol.1117（2020年8月23日、毎日放送）[356]
- 森光子 生誕100年 〜放浪記 永遠のメッセージ〜(2020年8月28日、NHK BSプレミアム)-出演(森の舞台作品においてバーチャル共演)[357]
- パーフェクト・プラネット〜生命あふれる“奇跡の惑星”〜（2022年1月1日、NHKスペシャル） - 出演[358]
- ふたりのディスタンス「千と千尋の神隠しスペシャル 橋本環奈・上白石萌音」（2022年5月5日、NHK総合）[359]
- 「ほっかいどうが」”イッキ見”SP（2023年1月9日、NHK札幌） - 出演 [注 21] [360]
- スイッチインタビュー「上白石萌音×川原繁人」(2024年6月14日・21日、NHK総合)[361]

### ネット動画（YouTube）
- 「女優 上白石萌音さん が語る日本文化への思いとは」（2019年1月17日、文化庁、YouTube）
- 「【初YouTube】佐藤健『たけてれ』」（2020年3月21日） - 赤ペン滝川とともにゲスト出演（YouTube）[362][363]
- 「上白石萌音さん×福間洸太朗さんのスペシャルコラボ演奏@横浜美術館」(2020年4月28日、YouTube)[364]
- 「トロールズTV」（YouTube）[365]
  - PERT1〜上白石萌音&ミキがファンからの質問に全力で答えてみた！〜（2020年9月12日、ドリームワークス）
  - PERT2〜上白石萌音VSミキ対決編〜（2020年9月15日、ドリームワークス）
- 「上白石萌音 昭和・平成を彩った歌謡曲を語ろう」 - ゲスト：鳥山雄司、藤井隆（YouTube）
  - 前編（2021年6月23日）
  - 後編（2021年6月30日）[366]
- 【決勝LIVE】応援歌 上白石萌音「懐かしい未来」(作詞・作曲:森山直太朗)(2022年1月14日、YouTube)[367]
- 「Twe Voice」（YouTube）[368]
  - 「星野源 ×上白石萌音|歌うこと、演じることを語る|Twe Voice#9」（2022年8月1日）
  - 「上白石萌音が星野源に問う|楽しんで歌える理由|Twe Voice#10」（2022年8月8日）
  - 「上白石萌音、一生の一枚、&ニセさんについて語る|Twe Voice#11」（2022年8月15日）
  - 「最終回、星野源が上白石萌音に歌って欲しい音楽|Twe Voice#12」（2022年8月22日）
- 「【上白石萌音】世の中が嫌になった人にオススメの本|木曜日は本曜日」（YouTube）（2022年10月6日）[369]

### PV
- HOME MADE 家族「スターとライン」（2011年9月）[23]
- HY「HAPPY」（2016年12月）[370][371]

### CM
- カルピス
  - 「ほっとシリーズ」 with＜東宝シンデレラ＞ スペシャルムービー （2011年12月）
- エステー
  - “2万人の鼓動 TOURSミュージカル「赤毛のアン」” 「母娘のアン篇」（2015年）[372]
- サントリーフーズ
  - 「サントリー天然水」×『君の名は。』「三葉の想い篇」 ・「重なる想い篇」（2016年8月） - 声の出演[373][374]
  - 「伊右衛門（特茶）」
    - 「特茶生活はじめてみた」キャンペーン「ある日の特茶生活 上白石萌音」篇（2020年）[375]
    - 「LINEで参加！特茶生活スタート！」キャンペーン「お片付けだって運動だ」篇（2021年1月）
    - 健康チャンス発見 「発見篇」・「電車篇」・「特茶篇」（2021年4月）
    - 健康チャンス「はじまる篇。」・「 段積み篇。」（2021年4月）[376]
    - 金の特茶 「研究所篇。」 「金の大地篇。」（2021年10月）
    - 「サァン種類の特茶」篇・「サァン種類の特茶 ほうじ茶」篇・「サァン種類の特茶 ジャスミン」篇（2022年6月）[377]
    - 金の特茶 「希望の光」篇（2022年9月）
    - 「萌音女神」篇 （2022年12月）
    - 「特茶研究所 腹落ち」篇・「特茶研究所 スライダー」篇・「特茶研究所 エビデンス」篇・「特茶研究所 特茶クエスト」篇（2023年9月）[378]
    - 「特茶研究所 特茶しか」篇・「特茶研究所 ヒト実験」篇（2024年6月）

  - カフェインZERO「カフェインのうまい人」篇（2023年8月）
- 大東建託
  - 企業CM 生きることは、託すこと。「家族って篇」 ・「東京へ篇」（2017年3月）[379][380]
- Yahoo Japan
  - 君の名は。瀧と三葉でペア動画 〜主演二人でやってみた〜（LONG ver.） （2017年7月）
  - 君の名は。瀧と三葉でペア動画 〜主演二人でやってみた〜（SHORT ver.）（2017年7月）
- ゲームオン
  - 「BLESS」佇み問う少女篇（2017年11月）[381]
- 行政広報 内閣府
  - ソサエティ5.0「すぐそこの未来」篇（2018年）[382][383]
- テレビ朝日
  - 企業CM ×君の名は（TVOA）・提供・ミサワホーム×バイトル・ソフトバンク×日清食品（2019年）[384] - 声の出演
- Apple Japan
  - 「iPhoneのプライバシー ― シンプルなこと ― Apple」（2019年） - ナレーション[385]
- みずほ銀行
  - ビンゴ5「ビンゴな2人」 - 出演（神木隆之介と共に）、歌
    - 「歌」篇・「夜」篇（2020年6月）[386]
    - 「夕方」篇（2020年10月）
    - 「誕生日」篇・「他のこと」篇・「大事な用事」篇（2021年1月）

  - 宝くじ
    - 「夢見る 宝くじ」篇（2020年）[387]
    - 「夢見る 宝くじ カフェ」篇（2021年）

  - ロト6
    - 「古着」篇・「散歩」篇（2021年6月）
    - 「キャリーオーバー発生中」篇 （2021年6月）
    - 「鉛筆、見つけた」篇（2021年）
    - 「ロトでなシンゴ」篇・「ロトでなシンゴ 2」篇・「ロトでなシンゴ・リムジン」篇（2022年6月）

  - ロト7 「彼と彼女と10億男」[388]
    - 「episode1/10億の男」篇（2023年）
    - 「episode2/チャンスの女神」篇
    - 「episode3/真面目な彼女」篇
    - 「episode4/マークする男」篇
    - 「episode5/積み重ねる男」篇
    - 「episode6/彼女の選択」篇
    - 「episode7/彼の母親」篇（2024年）
    - 「episode8/彼の上司」篇
    - 「episode9/運のいい彼」篇
    - 「episode10/踊るべき時」篇
    - 「episode11/300円の価値」篇
    - 「episode12/行きつけの店」篇
- 第一三共ヘルスケア ミノン アミノモイスト-出演、歌
  - 「ゆらがんぞ」篇（2020年9月）[389]
  - 「自信が出てきた。私も。肌も。」篇（2021年9月）
  - 「また来た、敏感モード」篇（2022年）
  - 「朝もね、夜もね。」篇（2023年10月）[390]
- オリックス
  - 企業CM 「世界はサステナブルへ。オリックスもサステナブルへ。」篇（2021年5月）[391]
- 高橋書店
  - 「ドキドキする来年を書こう。」篇（2021年11月26日 - 12月9日）[392]
- 不二家「ミルキー」
  - 「不二家ミルキー いやしのミルキー」篇（2022年3月）[393]
  - 「さ、前をミルキー!」篇（2023年3月）[394]
  - 「初めてのおゆうぎ会」篇・「ミルキーはそのまんま」篇（2024年）[395]
- センテラス天文館（2022年4月1日 - ）[396]
- キッコーマン「大豆麺」
  - 「香る生姜かきたま」篇・「汁なし担々麺風」篇（2022年9月）[397]
  - 「汁なし担々麺風」篇 改訂版（2023年3月）
- ダイハツ
  - 企業CM「Light you up」篇（2023年） - ナレーション[398]
  - 企業CM「Light you up あらゆる世代のそばに」篇(2024年) - ナレーション
- サントリー
  - 「サントリー生ビール」トリプル生
    - 「生きている人々」篇。1分版 日付ありver.（2023年3月）
    - 「生きている人々」篇（2023年）
    - 飲んで当たるキャンペーン 「告知」篇 45秒「サントリー生ビールを飲んで当たる」（2023年5月）
    - 「新生活を生きる人篇」 ・「飲食店で生きる人」篇（2023年）[399]
    - 「暑い夏を生きる人」篇・「海のために生きる人」篇（2023年）
    - 「声を出す人」篇 ・ 「追いかける人」篇（2023年）[400][401]
    - 「うずうず篇」（2024年）
    - 「雨が上がる」篇（2024年）[402]
    - 「サン生」篇・「メニューの多い店」篇（2024年）[403]
    - 「長すぎる夏の日」篇（2024年）[404]
    - 「MYサン生ジョッキ」篇（2024年9月2日 - ） - 坂口憲二、山﨑賢人と共演[405]
    - 「生生家」篇（2024年12月2日 - ） - 山﨑賢人と共演[406]
    - 「ものすごく生」篇（2025年2月3日 - ） - 山﨑賢人、西島秀俊と共演[407]
    - 「生奉行」篇（2025年4月21日 - ） - 山﨑賢人、西島秀俊、坂口憲二と共演[408]
    -  「MYサン生ジョッキ2」篇（2025年5月12日 - ） - 山崎賢人、坂口憲二と共演[409]
    - 「銭湯」篇（2025年7月1日 - ） - 山崎賢人と共演[410]
- 日本赤十字社
  - 「赤十字は、動いてる！」篇（2023年4月）[411]
  - 「『赤十字は、動いてる！』一緒なら、救える。」篇（2024年）[412]
- 公文教育研究会
  - 「教室のうた（学びはじめ）」編・「教室のうた（できたのよろこび）」編（2023年10月）[413] - 新津ちせと共演[414]
  - 「教室のうた（大きな丸）」編・「教室のうた（できた！がはじまる）」編・「教室のうた（Why KUMON English？）」編（2024年）[415]-新津ちせ、厚切りジェイソンと共演[416]
- ラクス
  - 「楽楽勤怠」（2025年2月3日 - ） [417]
- トリファ「海外eSIMアプリ トリファ」
  - 「未知との遭遇」篇（2025年7月14日 - ）[418]

#### 広告
- 京浜急行電鉄（2011年） - ポスターモデル[419]
- 高橋書店 2022年版「手帳は高橋」（2021年） - イメージキャラクター[420]
- チヨダ「SKECHERS」「ASICS」「ROXY」（2021年） - タウンコーディネート[421]
- センテラス天文館 オープニングキャラクター（2022年4月1日 - ）[396]
- 「文春文庫 秋100ベストセレクション」のイメージキャラクター（2023年9月5日-、 株式会社文藝春秋 ） - 自身が出演する映画『夜明けのすべて』とのコラボ[422]。
- albos「キャノン スポットライト型ワイヤレススピーカー」（2023年10月27日 - ）

#### ウェブ広告
- ELLE PROMOTION 「タサキ」のパールジュエリー 上白石萌音と、白い真珠の物語（2020年）
- NICT 国立開発研究法人 情報通信研究機構PRムービー「Ｎのいる未来 A.D.203X」（2022年） - ナレーション[423]
- 映画『コーダ あいのうた』WEBCM（2022年）[424]
- 農山漁村映像集「にっぽん農紀行 ふるさとに生きる」vol.33〜 - ナレーション[425]

### コラボレーション
- 「かみしライチもね味」のミルキー(菓子)（2023年）[426]

### イベント
音楽イベントに関しては ライブ参照。
- 第8回「東宝シンデレラ」オーディション授賞式-プレゼンター（2016年11月13日）[427]
- 映画『ラ・ラ・ランド』ヒット記念舞台挨拶登壇(2017年3月15日)- 劇中歌「Audition」を歌唱[428]
- 「Rakuten GirlsAward 2017 AUTUMN/WINTER」(2017年9月16日.幕張メッセ国際展示場9〜11ホール )-アーティストとして出演[429]
- オンラインライブイベント「重症心身障がい児親子イベント TSUNAGU 〜音楽の力でみんな笑顔に〜」（2020年7月11日）[430]
- 「ミッフィー展」オープニングイベント(2020年7月23日、朝日新聞社主催)[431]
- フォーラム「言葉と心を育てる読書」（2020年11月1日、国立オリンピック記念青少年総合センター）[432]
- 写真展『私が撮りたかった女優展 Vol.3』（2021年3月12日-、 東京・EBIS OHTSU GALLERY ）[433]
- 「いろいろ」発売記念パネル展（2021年9月25日〜10月10日、会場HMV&BOOKS SHIBUYA 5F）[434]
- 新海誠監督『すずめの戸締まり』製作発表記者会見（2021年12月15日）[435]
- 「第100回全国高校サッカー選手権大会」にて歌唱(2022年1月10日、国立競技場)[436]
- 映画『コーダ あいのうた』アカデミー賞受賞記念舞台挨拶（2022年4月9日）[437]
- 東宝創立90周年記念『東宝の90年 モダンと革新の映画史（1）』企画上映記念トークショー（2022年7月9日、 国立映画アーカイブ本館 ）[438]
- 第9回「東宝シンデレラ」オーディション授賞式（2022年11月9日）[439]
- 令和5年「全国赤十字大会」 (2023年5月18日、 明治神宮会館 )[440]
- TBS 短編映画コンテスト「第25回 DigiCon6 ASIA 授賞式」 （2023年11月18日） - MC[441]
- 第31回「 読売演劇大賞贈賞式」（2024年2月24日、帝国ホテル） - プレゼンター[442]

### その他
- 一日警察署長 丸の内警察署（2019年5月10日）[443]
- 「懐かしい未来プロジェクト」（2022年）[444]
  - ドキュメンタリー“こども食堂”
  - ドキュメンタリー“おもちゃドクター”
  - ドキュメンタリー“子供サッカーコーチ”
- 木曜日は本曜日（2022年10月6日 - 12日、東京都書店商業組合） - 人生を変えた10冊を紹介[445]
- TBS系列SDGsプロジェクト 地球を笑顔にするWEEK キャンペーン大使
  - 第6弾（2023年5月14日 - 20日）
  - 第7弾（2023年11月5日 - 11日）[446]

## 出演作品（声の出演）
主演作品は役名を太字で表示

### 劇場アニメ
- おおかみこどもの雨と雪（2012年7月21日、東宝） - 毛野 役
- 君の名は。（2016年8月26日、東宝） - 主演・宮水三葉 役[447]
- 映画 妖怪ウォッチ シャドウサイド 鬼王の復活（2017年12月16日、東宝） - 主演・天野ナツメ 役[448]
- 天気の子（2019年7月19日、東宝） - 宮水三葉 役[449]

### テレビアニメ
- アニ×パラ Episode6（2019年3月3日、NHK BS1） - 主演・光 役[450]
- ちびまる子ちゃん 1303話『まる子とひまわり少女』 （2021年8月29日、フジテレビ） - 少女 役[451]
- ぼさにまる（2023年4月3日 - 9月14日、フジテレビ、サンリオ原作） - 主演・さくら 役[452]

### 吹き替え

#### 実写
- アリータ: バトル・エンジェル（2019年2月22日、20世紀フォックス） - 主演・アリータ（ローサ・サラザール） 役[453]

#### アニメーション
- トロールズ ミュージック★パワー（2020年10月2日、ギャガ） - 主演・ポピー 役[454]

### 配信ドラマ
- ぼさにまる（2023年9月22日 - 10月13日、FOD） - 主演・さくら 役（綱啓永と森愁斗とトリプル主演）[455]

### ネット動画
- 『進研ゼミ中学準備講座』Presents 短編アニメーション「ONE STEP なりたい中学生に！」（2019年） - ノゾミ 役

### アニメーションPV
- コミック『マリコ、うまくいくよ』（2018年、新潮社） - 主演・20代のマリコ 役[456]

### ラジオ
- 上白石萌音のオールナイトニッポンR（2016年10月2日〈1日深夜〉、ニッポン放送）[457]
- 上白石萌音 good-night letter（2017年4月8日〈7日深夜〉 - 2019年3月30日〈29日深夜〉、ニッポン放送）[458][459]
- 上白石萌音の“もねがたり” (NHKラジオ第1）
  - 2022年12月27日
  - 2022年12月31日
  - 2023年12月26日[460]

#### ラジオドラマ
- オールナイトニッポン50周年スペシャルラジオドラマ『明るい夜に出かけて』（2018年4月17日（16日深夜）、ニッポン放送） - 佐古田 愛 役[注 22][461]
- 仮想郵便局（2020年8月29日[注 23]、NHK-FM放送） - 主演・前園ことり 役[462]

### 音声ガイド
- 横浜美術館開館30周年記念 オランジュリー美術館コレクション ルノワールとパリに恋した12人の画家たち（2019年9月21日 - 2020年1月13日、横浜美術館）[463]
- 特別展「古代メキシコ - マヤ、アステカ、テオティワカン」（2023年6月16日 - 9月3日、東京国立博物館）[464]

### 朗読
- 100分de名著 モンゴメリ“赤毛のアン”（2018年10月1日 - 10月22日、NHK Eテレ） - 朗読
- オーディオブック版『君の名は。Another Side:Earthbound』第1話〜第3話（2018年12月6日-） - 朗読[465]
- 夏の夜の朗読音楽会 「女生徒／太宰治」 (2019年8月14日、 NHKラジオ第1)[466]
- SONGS（2020年11月14日、NHK総合） - 歌詞朗読[467]
- おやすみ日本 眠いいね！（NHK）「眠いい童話」- 朗読
  - 第40回2020年12月20日[468]
  - 第43回2021年7月11日[469]
  - 第44回2021年10月2日[470]
  - 第45回2022年1月8日[471]
  - 第46回2022年8月6日[472]
- 朗読 上白石萌音が読む 辻村深月「『妹』という祝福」（2023年12月30日 - 2024年1月3日、NHKラジオ第1）[473]
- ネコメンタリー 猫も、杓子（しゃくし）も。（2024年1月29日、NHK） - 朗読[474]

### ナレーション

#### 映画
- 奇跡の子 夢野に舞う（2023年1月9日、HTB） - ナレーション [475]

#### テレビ番組
レギュラーを務めた番組は太字で表示
- SONGS（2016年11月24日 、NHK総合） - ナレーション[476]
- 若き音楽家たちの挑戦〜第85回日本音楽コンクール〜（2016年12月10日、NHK総合） - ナレーション[477]
- わたしの馬は与那国馬（2016年12月30日、NHK総合） - ナレーション[478]
- くまもんの一大事〜熊本と東日本 キズナの物語〜（2017年1月15日、NHK総合） - ナレーション
- 極北で生きる人たち 追え！海のユニコーン（2017年1月28日、TBS/CBC） - ナレーション [479]
- 15歳、故郷への旅〜福島の子どもたちの一時帰宅〜（2017年3月10日、NHK総合） - ナレーション [480]
- 社員は芸妓〜花柳界の就活日記〜（2017年3月12日、日本テレビ） - ナレーション [481]
- 風景の足跡（2017年4月4日 - 、テレビ東京） - ナレーション（レギュラー）[482][483]

| 回   | 年度 | 放送日   | サブタイトル                                                 |
| ---- | ---- | -------- | ------------------------------------------------------------ |
| 1    | 2017 | 4月4日   | 万世橋 篇                                                    |
| 2    | 2017 | 4月11日  | 京都府伊根町舟屋 篇                                          |
| 3    | 2017 | 4月18日  | 福岡県北九州市・小倉城 篇                                    |
| 4    | 2017 | 4月25日  | 福岡県飯塚市・旧伊藤伝右衛門邸 篇                            |
| 5    | 2017 | 5月2日   | 埼玉県川越市・小江戸 川越 篇                                 |
| 6    | 2017 | 5月9日   | 福島県福島市・花見山公園 篇                                  |
| 7    | 2017 | 5月16日  | 千葉県銚子市・犬吠埼灯台 篇                                  |
| 8    | 2017 | 5月23日  | 山梨県北杜市・旧津金学校 篇                                  |
| 9    | 2017 | 5月30日  | 東京都北区・旧古河庭園 篇                                    |
| 10   | 2017 | 6月6日   | 東京都文京区・求道学舎 篇                                    |
| 11   | 2017 | 6月13日  | 群馬県安中市・碓氷第三橋梁 篇                                |
| 12   | 2017 | 6月20日  | 東京都千代田区・赤坂プリンス クラシックハウス 篇             |
| 13   | 2017 | 6月27日  | 千葉県・いすみ鉄道 篇                                        |
| 14   | 2017 | 7月4日   | 横浜・日本郵船 氷川丸 篇                                     |
| 15   | 2017 | 7月11日  | 安曇野市・水車小屋 篇                                        |
| 16   | 2017 | 7月18日  | 岩手県・奇跡の一本松 篇                                      |
| 17   | 2017 | 7月25日  | 栃木県宇都宮市・大谷資料館 篇                                |
| 18   | 2017 | 8月1日   | 神奈川県横浜市・ホテルニューグランド 篇                      |
| 19   | 2017 | 8月8日   | 茨城県北茨城市・六角堂 篇                                    |
| 20   | 2017 | 8月15日  | 東京都新宿区・市ヶ谷記念館 篇                                |
| 21   | 2017 | 8月22日  | 長野県・雷滝 篇                                              |
| 22   | 2017 | 8月29日  | 神奈川県横浜市・三溪園 篇                                    |
| 23   | 2017 | 9月5日   | 神奈川県箱根町・箱根関所 篇                                  |
| 24   | 2017 | 9月12日  | 東京都文京区根津・下町の長屋 篇                              |
| 25   | 2017 | 9月19日  | 多摩川 篇                                                    |
| 26   | 2017 | 9月26日  | 新潟県旧山古志村 棚池                                        |
| 27   | 2017 | 10月3日  | 東京都港区赤坂 迎賓館赤坂離宮 彩鸞の間篇                     |
| 28   | 2017 | 10月10日 | 東京都港区赤坂 迎賓館赤坂離宮 羽衣の間篇                     |
| 29   | 2017 | 10月17日 | 千葉県君津市 亀岩の洞窟篇                                    |
| 30   | 2017 | 10月24日 | 兵庫県西宮市・甲子園会館篇                                   |
| 31   | 2017 | 10月31日 | 兵庫県神戸市                                                 |
| 32   | 2017 | 11月07日 | 徳島県 旧東祖谷山村・茅葺き屋根の古民家篇                    |
| 33   | 2017 | 11月14日 | 茨城県水戸市・千波湖篇                                       |
| 34   | 2017 | 11月21日 | 新潟県旧山古志村・山古志闘牛場 篇                            |
| 35   | 2017 | 11月28日 | 徳島県神山町・子どもたちのいる風景 篇                        |
| 36   | 2017 | 12月05日 | 徳島県上勝町・葉っぱビジネス 篇                              |
| 37   | 2017 | 12月12日 | 岐阜県白川村・白川郷 篇                                      |
| 38   | 2017 | 12月19日 | 神奈川県清川村・宮ヶ瀬ダム 篇                                |
| 39   | 2017 | 12月26日 | 岡山県吹屋・ベンガラの里 篇                                  |
| 40   | 2018 | 1月9日   | 岡山県新見市・満奇洞 篇                                      |
| 41   | 2018 | 1月16日  | 新潟県阿賀野市・瓢湖 篇                                      |
| 42   | 2018 | 1月23日  | 神奈川県横浜市・横浜市開港記念会館 篇                        |
| 43   | 2018 | 1月30日  | 石川県輪島市・白米千枚田 篇                                  |
| 44   | 2018 | 2月6日   | 東京都丸の内・三菱一号館 篇                                  |
| 45   | 2018 | 2月13日  | 秋田県・鶴の湯温泉 篇                                        |
| 46   | 2018 | 2月20日  | 広島県広島市・JR可部線 篇                                    |
| 47   | 2018 | 2月27日  | 東京都港区・旧新橋停車場 篇                                  |
| 48   | 2018 | 3月6日   | 秋田県・康楽館 篇                                            |
| 49   | 2018 | 3月13日  | 兵庫県・明石市立天文科学館 篇                                |
| 50   | 2018 | 3月20日  | 静岡県賀茂郡河津町・河津桜 篇                                |
| 51   | 2018 | 3月27日  | 東京都荒川・荒川ロックゲート 篇                              |
| 52   | 2018 | 4月3日   | 東京都銀座・歌舞伎座 篇                                      |
| 53   | 2018 | 4月10日  | 茨城県・ヘッドランド 篇                                      |
| 54   | 2018 | 4月17日  | 静岡県島田市 大井川本線のＳＬ 篇                             |
| 55   | 2018 | 4月24日  | 東京・日本橋 福徳神社 篇                                     |
| 56   | 2018 | 5月1日   | 京都府・滋賀県 琵琶湖疏水 篇                                 |
| 57   | 2018 | 5月8日   | 大阪府 太陽の塔 篇                                           |
| 58   | 2018 | 5月15日  | 東京都上野 国立国会図書館 国際子ども図書館 篇                |
| 59   | 2018 | 5月22日  | 静岡県西伊豆 石部の棚田 篇                                   |
| 60   | 2018 | 5月29日  | 長野県南木曽町 桃介橋 篇                                     |
| 61   | 2018 | 6月5日   | 栃木県日光市 杉並木街道 篇                                   |
| 62   | 2018 | 6月12日  | 栃木県足利市 あしかがフラワーパークの大藤 篇                 |
| 63   | 2018 | 6月19日  | 東京都港区白金台 東京都庭園美術館 篇                         |
| 64   | 2018 | 6月26日  | 群馬県高崎市 高崎白衣大観音 篇                               |
| 65   | 2018 | 7月3日   | 長野県上高地 上高地帝国ホテル 篇                             |
| 66   | 2018 | 7月10日  | 東京都檜原村 旧小林家住宅 篇                                 |
| 2    | 2018 | 7月17日  | 東京都御茶ノ水 東京復活大聖堂 篇                             |
| 68   | 2018 | 7月24日  | 大阪府大阪市 ミライザ大阪城 篇                               |
| 69   | 2018 | 7月31日  | 秋田県小坂町 小坂鉄道レールパーク 篇                         |
| 70   | 2018 | 8月7日   | 岡山県美作市 上山集落の棚田 篇                               |
| 71   | 2018 | 8月14日  | 岡山県美咲町 柵原鉱山 篇                                     |
| 72   | 2018 | 8月21日  | 高知県高岡郡 仁淀川 篇                                       |
| 73   | 2018 | 8月28日  | 埼玉県行田市 田んぼアート 篇                                 |
| 74   | 2018 | 9月4日   | 愛媛県宇和島市 木屋旅館 篇                                   |
| 75   | 2018 | 9月11日  | 長野県軽井沢町 白糸の滝 篇                                   |
| 76   | 2018 | 9月18日  | 京都府京都市右京区 仁和寺 篇                                 |
| 77   | 2018 | 9月25日  | 東京都小金井市 江戸東京たてもの園 篇                         |
| 78   | 2018 | 10月2日  | 群馬県猿ヶ京温泉 猿ヶ京小学校 篇                             |
| 79   | 2018 | 10月9日  | 埼玉県深谷市 七ツ梅酒造跡 篇                                 |
| 80   | 2018 | 10月16日 | 兵庫県篠山市 集落丸山 篇                                     |
| 81   | 2018 | 10月23日 | 岐阜県飛騨市 旧神岡鉄道 篇                                   |
| 82   | 2018 | 10月30日 | 北海道積丹町 神威岬 篇                                       |
| 83   | 2018 | 11月6日  | 北海道美瑛町 青い池 篇                                       |
| 84   | 2018 | 11月13日 | 茨城県ひたちなか市 国営ひたち海浜公園 篇                     |
| 85   | 2018 | 11月20日 | 北海道美深町 トロッコ王国 篇                                 |
| 86   | 2018 | 11月27日 | 静岡県三島市 三島スカイウォーク 篇                           |
| 87   | 2018 | 12月4日  | 新潟県十日町市 清津峡渓谷トンネル 篇                         |
| 88   | 2018 | 12月11日 | 茨城県常陸太田市 竜神大吊橋 篇                               |
| 89   | 2018 | 12月18日 | 東京都品川区 目黒川 篇                                       |
| 90   | 2018 | 12月20日 | 富山県富山市 富山地方鉄道 篇                                 |
| 91   | 2018 | 12月25日 | 群馬県草津町 草津温泉湯畑 篇                                 |
| 92   | 2019 | 1月8日   | 東京都文京区 東洋文庫ミュージアム 篇                         |
| 93   | 2019 | 1月15日  | 埼玉県入間市 ジョンソンタウン 篇                             |
| 94   | 2019 | 1月22日  | 茨城県日立市 日立駅 篇                                       |
| 95   | 2019 | 1月29日  | 埼玉県和光市 FILMS和光 篇                                    |
| 96   | 2019 | 2月5日   | 滋賀県大津市 商店街ホテル 講 大津百町 篇                     |
| 97   | 2019 | 2月12日  | 東京大手町 大手町牧場 篇                                     |
| 98   | 2019 | 2月19日  | 新潟県妙高市 赤倉観光ホテル 篇                               |
| 99   | 2019 | 2月26日  | 東京都世田谷区 都立祖師谷公園 篇                             |
| 100  | 2019 | 3月5日   | 長野県富士見町 富士見 森のオフィス 篇                        |
| 101  | 2019 | 3月12日  | 神奈川県箱根町 箱根ラリック美術館 篇                         |
| 102  | 2019 | 3月19日  | 大阪府中央区 堺筋倶楽部 篇                                   |
| 103  | 2019 | 3月26日  | 広島県中区 おりづるタワー 篇                                 |
| 104  | 2019 | 4月2日   | 福岡県北九州市 JR門司港駅 篇                                 |
| 105  | 2019 | 4月9日   | 福岡県北九州市 北九州の工場夜景 篇                           |
| 106  | 2019 | 4月16日  | 愛知県常滑市 中部国際空港 篇                                 |
| 107  | 2019 | 4月23日  | 岩手県平泉 毛越寺通り 篇                                     |
| 108  | 2019 | 4月30日  | 東京都立川市 国営昭和記念公園 篇                             |
| 109  | 2019 | 5月7日   | 東京都台東区 上野桜木あたり 篇                               |
| 110  | 2019 | 5月14日  | 埼玉県飯能市 ムーミンバレーパーク 篇                         |
| 111  | 2019 | 5月21日  | 千葉県浦安市 舞浜駅 篇                                       |
| 112  | 2019 | 5月28日  | 滋賀県大津市 びわ湖バレイ 篇                                 |
| 113  | 2019 | 6月4日   | 埼玉県秩父市 羊山公園 篇                                     |
| 114  | 2019 | 6月11日  | 香川県高松市 高松丸亀町商店街 篇                             |
| 115  | 2019 | 6月25日  | 東京都千代田区 大手町の森 篇                                 |
| 116  | 2019 | 7月2日   | 瀬戸内海 ガンツウ 篇                                         |
| 117  | 2019 | 7月9日   | 新潟県南魚沼市 牧之通り 篇                                   |
| 118  | 2019 | 7月16日  | 宮崎県高千穂 高千穂あまてらす鉄道 篇                         |
| 119  | 2019 | 7月23日  | 栃木県那須町 石の美術館 篇                                   |
| 120  | 2019 | 7月30日  | 福岡県福岡市 マリゾン 篇                                     |
| 121  | 2019 | 8月6日   | 大阪府貝塚市 奥貝塚彩の谷 農業庭園たわわ 篇                  |
| 122  | 2019 | 8月13日  | 東京・上野 2k540 AKI-OKA ARTISAN 篇                          |
| 123  | 2019 | 8月20日  | 山梨県富士河口湖町 いやしの里 根場 篇                        |
| 124  | 2019 | 8月27日  | 青森県鶴田町 鶴の舞橋 篇                                     |
| 125  | 2019 | 9月3日   | 栃木県那須町 アートビオトープ那須 篇                         |
| 126  | 2019 | 9月10日  | 京都市中京区 京都国際マンガミュージアム 篇                   |
| 127  | 2019 | 9月17日  | 東京都東久留米市 落合川 篇                                   |
| 128  | 2019 | 9月24日  | 茨城県つくば市 つくば霞ヶ浦りんりんロード 篇                 |
| 129  | 2019 | 10月1日  | 新潟県十日町 大棟山美術博物館 篇                             |
| 130  | 2019 | 10月8日  | 静岡県川根本町 奥大井湖上駅 篇                               |
| 131  | 2019 | 10月15日 | 愛媛県大三島 大三島 憩の家 篇                                |
| 132  | 2019 | 10月22日 | 愛媛県大島 亀老山展望公園 篇                                 |
| 133  | 2019 | 10月29日 | 山形県鶴岡市 スタジオセディック庄内オープンセット 篇         |
| 134  | 2019 | 11月5日  | 兵庫県朝来市 旧木村酒造場EN 篇                               |
| 135  | 2019 | 11月12日 | 兵庫県神戸市 フロインドリーブ 篇                             |
| 136  | 2019 | 11月19日 | 埼玉県草加市 ハラッパ団地 篇                                 |
| 137  | 2019 | 11月26日 | 佐賀県唐津市 環境芸術の森 篇                                 |
| 138  | 2019 | 12月3日  | 京都府京都市右京区 嵐山駅 篇                                 |
| 139  | 2019 | 12月10日 | 愛知県名古屋市 ノリタケの森 篇                               |
| 140  | 2019 | 12月17日 | 佐賀県吉野ヶ里町 吉野ヶ里歴史公園 篇                         |
| 141  | 2019 | 12月24日 | 岐阜県岐阜市 美殿町商店街 篇                                 |
| 142  | 2020 | 1月7日   | 高知県高知市 高知城 篇                                       |
| 143  | 2020 | 1月14日  | 東京都上野 ROUTE89 BLDG. 篇                                  |
| 144  | 2020 | 1月21日  | 高知県四万十市 土佐くろしお鉄道 中村駅 篇                    |
| 145  | 2020 | 1月28日  | 三重県亀山市 関中学校 篇                                     |
| 146  | 2020 | 2月4日   | 山形県中山町 ほんわ館 篇                                     |
| 147  | 2020 | 2月11日  | 神奈川県横浜市鶴見区 横浜火力発電所 篇                       |
| 148  | 2020 | 2月18日  | 山形県尾花沢市 銀山温泉 篇                                   |
| 149  | 2020 | 2月25日  | 東京都新宿区 サナギ新宿 篇                                   |
| 150  | 2020 | 3月3日   | 千葉県鋸南町 道の駅 保田小学校 篇                            |
| 151  | 2020 | 3月10日  | 東京都大田区 THE HANEDA HOUSE 篇                             |
| 152  | 2020 | 3月17日  | 愛知県名古屋市 オアシス21 篇                                 |
| 153  | 2020 | 3月24日  | 東京都立川市 ふじようちえん 篇                               |
| 154  | 2020 | 3月31日  | 兵庫県姫路市 旧逓信省姫路電信局別館 篇                       |
| 155  | 2020 | 4月7日   | 千葉県市原市 小湊鐵道沿線の菜の花 篇                         |
| 156  | 2020 | 4月14日  | 奈良県天理市 天理駅前広場 篇                                 |
| 157  | 2020 | 4月21日  | 東京都新宿区 小笠原伯爵邸 篇                                 |
| 158  | 2020 | 4月28日  | 山梨県富士河口湖町 富士大石ハナテラス 篇                     |
| 159  | 2020 | 5月5日   | 東京都千代田区 神田明神 篇                                   |
| 160  | 2020 | 5月12日  | 山梨県甲府市 甲州夢小路 篇                                   |
| 161  | 2020 | 5月19日  | 京都府伊根町 舟屋 篇                                         |
| 162  | 2020 | 5月26日  | 福岡県北九州市 小倉城 篇                                     |
| 163  | 2020 | 6月2日   | 東京都白金 旧公衆衛生院 篇                                   |
| 164  | 2020 | 6月9日   | 東京都港区 伝統文化交流館 篇                                 |
| 165  | 2020 | 6月16日  | 東京都港区 ホテルICHINICHI 篇                                |
| 166  | 2020 | 6月23日  | 東京都北区 北区立中央図書館 篇                               |
| 167  | 2020 | 6月30日  | 東京都台東区 快哉湯 篇                                       |
| 168  | 2020 | 7月7日   | 神奈川県横浜市中区 ラ・バンク・ド・ロア 篇                   |
| 169  | 2020 | 7月14日  | 静岡県熱海市 アカオハーブ＆ローズガーデン 篇                 |
| 170  | 2020 | 7月21日  | 神奈川県横浜市西区 旧横浜中央郵便局別館 篇                   |
| 171  | 2020 | 7月28日  | 静岡県伊豆の国市 富士見テラス 篇                             |
| 172  | 2020 | 8月4日   | 京都市下京区 京都鉄道博物館 篇                               |
| 173  | 2020 | 8月11日  | 東京都品川区 荏の花温泉跡 篇                                 |
| 174  | 2020 | 8月18日  | 神奈川県大磯町 大磯プリンスホテル 篇                         |
| 175  | 2020 | 8月25日  | 福島県鏡石町 岩瀬牧場 篇                                     |
| 176  | 2020 | 9月1日   | 岩手県西和賀町 湯田貯砂ダム 篇                               |
| 177  | 2020 | 9月8日   | 大阪府大阪市浪速区 髙島屋東別館 篇                           |
| 178  | 2020 | 9月15日  | 東京都新宿区 新宿住友ビル 三角広場 篇                        |
| 179  | 2020 | 9月22日  | 東京都 隅田川橋梁 篇                                         |
| 180  | 2020 | 9月29日  | 群馬県太田市 太田市美術館・図書館 篇                         |
| 181  | 2020 | 10月6日  | 神奈川県箱根町 富士屋ホテル 篇                               |
| 182  | 2020 | 10月13日 | 群馬県富岡市 富岡商工会議所 篇                               |
| 183  | 2020 | 10月20日 | 東京都新宿区 東京おもちゃ美術館 篇                           |
| 184  | 2020 | 10月27日 | 和歌山県伊都郡 高野下駅 篇                                   |
| 185  | 2020 | 11月3日  | 東京都港区 THE PLACE of TOKYO 篇                             |
| 186  | 2020 | 11月10日 | 山梨県富士吉田市 FUJIHIMURO 篇                               |
| 187  | 2020 | 11月17日 | 大阪府東大阪市 SEKAI HOTEL 篇                                |
| 188  | 2020 | 11月24日 | ほぼ新宿のれん街 渋谷区千駄ヶ谷                              |
| 189  | 2020 | 12月1日  | 京都・嵐山 星のや京都 篇                                     |
| 190  | 2020 | 12月8日  | 山梨・甲州市 勝沼トンネルワインカーヴ 篇                     |
| 191  | 2020 | 12月15日 | 三重県志摩市 横山天空カフェテラス                            |
| 192  | 2020 | 12月22日 | 大阪府大阪市港区 GLION MUSEUM 篇                             |
| 193  | 2021 | 1月5日   | 京都府京都市下京区 Nazuna 京都 椿通 篇                       |
| 194  | 2021 | 1月12日  | 栃木県宇都宮市 石の蔵 篇                                     |
| 195  | 2021 | 1月19日  | 栃木県宇都宮市 栃木市役所 篇                                 |
| 196  | 2021 | 1月26日  | 山形県山形市・水の町屋 七日町御殿堰                          |
| 197  | 2021 | 2月2日   | 東京千代田区 日比谷OKUROJI 篇                                |
| 198  | 2021 | 2月9日   | 長野県飯田市 天龍峡大橋 篇                                   |
| 199  | 2021 | 2月16日  | 神奈川県鎌倉市 CHOCOLATE BANK 篇                             |
| 200  | 2021 | 2月23日  | 神奈川県足柄下郡箱根町 早雲山駅 篇                           |
| 201  | 2021 | 3月2日   | 千葉県香取市 佐原商家町ホテルNIPPONIA 篇                     |
| 202  | 2021 | 3月9日   | 神奈川県横浜市みなとみらい ドックヤードガーデン 篇           |
| 203  | 2021 | 3月16日  | 東京都江東区 LYURO 東京清澄 by THE SHARE HOTELS 篇           |
| 204  | 2021 | 3月23日  | 神奈川県横浜市鶴見区 HandiHouse project 篇                   |
| 205  | 2021 | 3月30日  | 岡山県真庭市 真庭市立中央図書館                              |
| 206  | 2021 | 4月2日   | 神奈川県三浦郡葉山町 葉山加地邸 篇                           |
| 207  | 2021 | 4月9日   | 兵庫県美方郡香美町 余部鉄橋 篇                               |
| 208  | 2021 | 4月16日  | 群馬県桐生市 ベーカリーカフェ レンガ 篇                      |
| 209  | 2021 | 4月23日  | 京都市東山区 ザ・ホテル青龍 京都清水 篇                      |
| 210  | 2021 | 4月30日  | 神奈川県足柄下郡箱根町 箱根ドールハウス美術館 篇             |
| 211  | 2021 | 5月7日   | 神奈川県鎌倉市 萬屋本店 篇                                   |
| 215  | 2021 | 5月14日  | 愛媛県大洲市 大洲城 篇                                       |
| 213  | 2021 | 5月21日  | 東京都青梅市 シネマネコ 篇                                   |
| 214  | 2021 | 5月28日  | 東京都千代田区 kudan house 篇                                |
| 215  | 2021 | 6月4日   | 東京都品川区 PETALS TOKYO 篇                                 |
| 216  | 2021 | 6月11日  | 神奈川県小田原市 小田原文化財団 江之浦測候所 篇              |
| 217  | 2021 | 6月18日  | 静岡県伊東市 小室山リッジウォーク MISORA 篇                  |
| 218  | 2021 | 6月25日  | 栃木県那珂川町 飯塚邸 篇                                     |
| 219  | 2021 | 7月2日   | 東京都国立市 旧国立駅舎 篇                                   |
| 220  | 2021 | 7月9日   | 神奈川県鎌倉市 北条SANCI 篇                                  |
| 221  | 2021 | 7月16日  | 長野県白馬村 白馬マウンテンビーチ 篇                         |
| 222  | 2021 | 7月23日  | 岐阜県多治見市 虎渓用水広場 篇                               |
| 223  | 2021 | 7月30日  | 広島県尾道市 みはらし亭 篇                                   |
| 224  | 2021 | 8月6日   | 広島県尾道市 ONOMICHI U2 篇                                  |
| 225  | 2021 | 8月13日  | 長野県長野市 ぱてぃお大門 蔵楽庭 篇                          |
| 226  | 2021 | 8月20日  | 長野県松本市 松本本箱 篇                                     |
| 227  | 2021 | 8月27日  | 東京都港区 GOOD OFFICE 新橋 篇                               |
| 228  | 2021 | 9月3日   | 東京都墨田区 -両国- 江戸NOREN 篇                             |
| 229  | 2021 | 9月10日  | 神奈川県鎌倉市 鎌倉古今 篇                                   |
| 230  | 2021 | 9月17日  | 埼玉県比企郡小川町 コワーキングロビーNESTo 篇                |
| 231  | 2021 | 9月24日  | 長野県北佐久郡軽井沢町 軽井沢レイクガーデン 篇               |
| 232  | 2021 | 10月1日  | 東京都府中市 culture house 148ゆめたま 篇                    |
| 233  | 2021 | 10月8日  | 東京都台東区浅草 Stay SAKURA Tokyo 浅草 横綱 Hotel 篇        |
| 234  | 2021 | 10月15日 | 山梨県北杜市 清里テラス 篇                                   |
| 235  | 2021 | 10月22日 | 東京都葛飾区 亀有香取神社 篇                                 |
| 236  | 2021 | 10月29日 | 山梨県南都留郡山中湖村 ゆいの広場ひらり 篇                   |
| 237  | 2021 | 11月5日  | 島根県大田市 オペラハウス大森座 篇                           |
| 238  | 2021 | 11月12日 | 青森県弘前市 GOOD OLD HOTEL 篇                               |
| 239  | 2021 | 11月19日 | 東京都八王子市 高尾駒木野庭園 篇                             |
| 240  | 2021 | 11月26日 | 島根県出雲市 NIPPONIA 出雲平田 木綿街道 篇                   |
| 241  | 2021 | 12月3日  | 栃木県日光市 英国大使館別荘記念公園 篇                       |
| 242  | 2021 | 12月10日 | 山口県防府市 松崎幼稚園 篇                                   |
| 243  | 2021 | 12月17日 | 神奈川県川崎市 ネイバーズ武蔵中原 篇                         |
| 244  | 2021 | 12月24日 | 大阪市北区 旧桜宮公会堂 篇                                   |
| 245  | 2022 | 1月7日   | 山口県長門市 ＳＷＥＥＴ ＡＳ 篇                              |
| 246  | 2022 | 1月14日  | 長野県小布施町 桝一客殿 篇                                   |
| 247  | 2022 | 1月21日  | 大阪市中央区 五感 北浜本館 篇                                |
| 248  | 2022 | 1月28日  | 岐阜県不破郡垂井町 垂井町役場 篇                             |
| 249  | 2022 | 2月4日   | 東京都新宿区 しんえい子ども園もくも 篇                       |
| 250  | 2022 | 2月11日  | 岩手県遠野市 こども本の森 遠野 篇                            |
| 251  | 2022 | 2月18日  | 東京都墨田区太平 黄金湯 篇                                   |
| 252  | 2022 | 2月25日  | 神奈川県足柄下郡湯河原町 湯河原惣湯 Books and Retreat 篇     |
| 253  | 2022 | 3月4日   | 東京都足立区千住 和食 板垣 篇                                |
| 254  | 2022 | 3月11日  | 神奈川県足柄下郡箱根町 箱根本箱 篇                           |
| 255  | 2022 | 3月18日  | 東京都八王子市 東京あそびマーレ 篇                           |
| 256  | 2022 | 3月25日  | 東京都千代田区有楽町 コニカミノルタプラネタリアTOKYO 篇      |
| 257  | 2022 | 4月1日   | 山梨県北都留郡小菅村 NIPPONIA 小菅 源流の村 篇               |
| 258  | 2022 | 4月8日   | 東京都江東区有明 SMALL WORLDS TOKYO 篇                       |
| 259  | 2022 | 4月15日  | 千葉県いすみ市 庄屋の里 古民家たなか 篇                      |
| 260  | 2022 | 4月22日  | 愛知県名古屋市 中部電力 MIRAI TOWER 篇                       |
| 261  | 2022 | 4月29日  | 大阪府大阪市此花区 大阪まいしまシーサイドパーク 篇           |
| 262  | 2022 | 5月6日   | 香川県三豊市 三豊鶴TOJI 篇                                   |
| 263  | 2022 | 5月13日  | 岡山県岡山市 おかやま旧日銀ホール 篇                         |
| 264  | 2022 | 5月20日  | 京都市下京区 丸福樓 篇                                       |
| 265  | 2022 | 5月27日  | 大分県豊後高田市 昭和ロマン蔵 篇                             |
| 266  | 2022 | 6月3日   | 大分県由布市湯布院町 湯布院フローラルヴィレッジ 篇           |
| 267  | 2022 | 6月10日  | 神奈川県小田原市 Workcation House U 篇                       |
| 268  | 2022 | 6月17日  | 宮城県刈田郡蔵王町 ゆと森倶楽部 篇                           |
| 269  | 2022 | 6月24日  | 秋田県由利本荘市 鳥海山木のおもちゃ美術館 篇                 |
| 270  | 2022 | 7月1日   | 兵庫県三木市 別所ゆめ街道サイクリングロード 篇               |
| 271  | 2022 | 7月8日   | 兵庫県神戸市 ROKKO森の音ミュージアム 篇                      |
| 272  | 2022 | 7月15日  | 長野県北佐久郡軽井沢町 HOTEL KARUIZAWA CROSS 篇              |
| 273  | 2022 | 7月22日  | 静岡県島田市 Glamping&Port 結 篇                             |
| 274  | 2022 | 7月29日  | 神奈川県川崎市 カワスイ 川崎水族館 篇                        |
| 275  | 2022 | 8月5日   | 栃木県下野市 吉田村VILLAGE 篇                                |
| 276  | 2022 | 8月12日  | 京都府南丹市美山町 ミヤマテラス 篇                           |
| 277  | 2022 | 8月19日  | 千葉県柏市 柏の葉アクアテラス 篇                             |
| 278  | 2022 | 8月26日  | 山梨県山梨市 山梨市役所 篇                                   |
| 279  | 2022 | 9月2日   | 京都市中京区 新風館 篇                                       |
| 280  | 2022 | 9月9日   | 滋賀県草津市 草津川跡地公園 篇                               |
| 281  | 2022 | 9月16日  | 福岡県うきは市 うきは酒宿 いそのさわ 篇                      |
| 282  | 2022 | 9月23日  | 東京都千代田区 大手町ビル 篇                                 |
| 283  | 2022 | 10月7日  | 福岡市東区 INN THE PARK 福岡 篇                              |
| 284  | 2022 | 10月14日 | 栃木県芳賀郡茂木町 ふみの森もてぎ 篇                         |
| 285  | 2022 | 10月21日 | 群馬県吾妻郡東吾妻町 吾妻峡レールバイク アガッタン 篇        |
| 286  | 2022 | 10月28日 | 神奈川県中郡大磯町 OISO CONNECT 篇                           |
| 287  | 2022 | 11月4日  | 群馬県吾妻郡東吾妻町 東吾妻町役場 篇                         |
| 288  | 2022 | 11月11日 | 神奈川県足柄下郡箱根町 HakoneHOSTEL1914 篇                   |
| 289  | 2022 | 11月18日 | さいたま市南区 STUDIO make over 武蔵浦和 篇                  |
| 290  | 2022 | 11月25日 | 茨城県久慈郡大子町 大子おやき学校 篇                         |
| 291  | 2022 | 12月2日  | 静岡県御殿場市 マンテンゲストハウス 篇                       |
| 292  | 2022 | 12月9日  | 静岡市葵区人宿町 人宿町マート 篇                             |
| 293  | 2022 | 12月16日 | 東京都豊島区 味楽百貨店 篇                                   |
| 294  | 2022 | 12月23日 | 東京都千代田区 九段会館テラス 篇                             |
| 295  | 2023 | 1月6日   | 長野県上水内郡飯綱町 いいづなコネクトWEST 篇                 |
| 296  | 2023 | 1月13日  | 茨城県笠間市 かさま歴史交流館井筒屋 篇                       |
| 297  | 2023 | 1月20日  | 東京都国分寺市 カフェおきもと 篇                             |
| 298  | 2023 | 1月27日  | 埼玉県川越市 弁天横丁 篇                                     |
| 299  | 2023 | 2月3日   | 千葉県木更津市 エトワ木更津 篇                               |
| 300  | 2023 | 2月10日  | 静岡県三島市 境川・清住緑地 篇                               |
| 301  | 2023 | 2月17日  | 長野県岡谷市 小さな泊まれる廻舞台mawari 篇                   |
| 302  | 2023 | 2月24日  | 富山県砺波市 楽土庵 篇                                       |
| 303  | 2023 | 3月3日   | 富山県射水市 内川エリア 篇                                   |
| 304  | 2023 | 3月10日  | 東京都大田区 RICOH 3L 篇                                     |
| 305  | 2023 | 3月17日  | 群馬県桐生市 Temple Hotel 観音院 篇                          |
| 306  | 2023 | 3月24日  | 埼玉県草加市 シェアアトリエつなぐば 篇                       |
| 307  | 2023 | 3月31日  | 長野県塩尻市 奈良井宿 篇                                     |
| 308  | 2023 | 4月7日   | 静岡県伊東市 ITONOWA 篇                                      |
| 309  | 2023 | 4月14日  | 埼玉県南埼玉郡宮代町 ROCCO 篇                                |
| 310  | 2023 | 4月21日  | 茨城県かすみがうら市 ゲストハウス 古民家 江口屋 篇           |
| 311  | 2023 | 4月28日  | 静岡県伊豆市 LOQUAT西伊豆 篇                                 |
| 312  | 2023 | 5月5日   | 長野県木曽郡木曽町 木曽おもちゃ美術館 篇                     |
| 313  | 2023 | 5月12日  | 静岡市駿河区用宗 日本色 篇                                   |
| 314  | 2023 | 5月19日  | 大阪府守口市 守口市立図書館 篇                               |
| 315  | 2023 | 6月2日   | 兵庫県神戸市 NATURE STUDIO 篇                                |
| 316  | 2023 | 6月9日   | 静岡県南伊豆町 Izu Cliff House 篇                            |
| 317  | 2023 | 6月16日  | 茨城県坂東市 坂東市観光交流センター秀緑 篇                   |
| 318  | 2023 | 6月23日  | 神奈川県座間市 ホシノタニ団地 篇                             |
| 319  | 2023 | 6月30日  | 兵庫県神戸市 ROKKONOMAD 篇                                   |
| 320  | 2023 | 7月7日   | 東京都墨田区 七軒長屋 篇                                     |
| 321  | 2023 | 7月14日  | 兵庫県丹波篠山市 宿場町福住 篇                               |
| 322  | 2023 | 7月21日  | 千葉県市原市 高滝湖グランピングリゾート 篇                   |
| 323  | 2023 | 7月28日  | 長野県岡谷市 CELLAR RECORDS 篇                               |
| 324  | 2023 | 8月4日   | 長野県松本市 アルモニービアン 篇                             |
| 325  | 2023 | 8月11日  | 東京都品川区 SHINAGAWA1930 篇                                |
| 326  | 2023 | 8月18日  | 山形県酒田市 日和山小幡楼 篇                                 |
| 327  | 2023 | 8月25日  | 茨城県古河市 古河のお休み処 坂長 篇                          |
| 328  | 2023 | 9月1日   | 山形県酒田市 SAKATANTO 篇                                    |
| 329  | 2023 | 9月8日   | 静岡県伊東市 ISOLA伊豆高原 篇                                |
| 330  | 2023 | 9月15日  | 兵庫県神戸市 デザイン・クリエイティブセンター神戸 篇         |
| 331  | 2023 | 9月22日  | 東京都三鷹市 三鷹市星と森と絵本の家 篇                       |
| 332  | 2023 | 9月29日  | 兵庫県淡路市 のじまスコーラ 篇                               |
| 333  | 2023 | 10月6日  | 神奈川県横浜市 Re桜湯 篇                                     |
| 334  | 2023 | 10月13日 | 茨城県大子町 袋田の滝 篇                                     |
| 335  | 2023 | 10月20日 | さいたま市桜区 「団地キッチン」田島 篇                       |
| 336  | 2023 | 10月27日 | 長崎市出島町 出島 篇                                         |
| 337  | 2023 | 11月3日  | 静岡県函南町 十国峠展望台 篇                                 |
| 338  | 2023 | 11月10日 | 長崎県平戸市 平戸城CASTLE STAY懐柔櫓 篇                      |
| 339  | 2023 | 11月17日 | 長野県木島平村 道の駅FARMUS木島平 篇                         |
| 340  | 2023 | 11月24日 | 千葉市中央区 the RECORDS 篇                                  |
| 341  | 2023 | 12月1日  | 名古屋市中区 THE CONDER HOUSE 篇                             |
| 342  | 2023 | 12月8日  | 長野市若穂保科 ホシナサトマチ 篇                             |
| 343  | 2023 | 12月15日 | 名古屋市西区 KIWAMISAUNA 篇                                  |
| 344  | 2023 | 12月22日 | 神奈川県伊勢原市 茶寮 石尊 篇                                |
| 345  | 2024 | 1月5日   | 静岡県西伊豆町 ばすてい 篇                                   |
| 346  | 2024 | 1月12日  | 東京都台東区 花重谷中茶屋 篇                                 |
| 347  | 2024 | 1月19日  | 福島県玉川村 森の駅yodge 篇                                  |
| 348  | 2024 | 1月26日  | 兵庫県姫路市 旧網干銀行 湊倶楽部 篇                          |
| 349  | 2024 | 2月2日   | 埼玉県川越市 旧大工町長屋 篇                                 |
| 350  | 2024 | 2月9日   | 兵庫県佐用町 glaminka SAYO 篇                                |
| 351  | 2024 | 2月16日  | 山梨県都留市 宿ぽっぽや 篇                                   |
| 352  | 2024 | 2月23日  | 静岡県東伊豆町 SPA・RESORT竜宮の使い 篇                      |
| 353  | 2024 | 3月1日   | 奈良市登大路町 紫翠 ラグジュアリーコレクションホテル 奈良 篇 |
| 354  | 2024 | 3月8日   | 茨城県笠間市 庭カフェKULA 篇                                 |
| 355  | 2024 | 3月15日  | 東京都豊島区 サンシャイン60展望台 てんぼうパーク 篇          |
| 356  | 2024 | 3月22日  | 茨城県大子町 DAIGO SAUNA 篇                                  |
| 357  | 2024 | 3月29日  | 福島県会津若松市 七日町通り 篇                               |
| 358  | 2024 | 4月5日   | 静岡市駿河区 用宗みなと温泉 篇                               |
| 359  | 2024 | 4月12日  | 大阪府豊中市 1OOORE SCENES 篇                                |
| 360  | 2024 | 4月19日  | 静岡県牧之原市 MilkyWay Square 篇                            |
| 361  | 2024 | 4月26日  | 京都市中京区 立誠ガーデン ヒューリック京都 篇                |
| 362  | 2024 | 5月3日   | 名古屋市東区 旧春田鉄次郎邸 篇                               |
| 363  | 2024 | 5月10日  | 三重県桑名市 MARUYO HOTEL 篇                                 |
| 364  | 2024 | 5月17日  | 栃木県那須町 那須ユートピア美野沢アートヴィレッジ 篇         |
| 365  | 2024 | 5月24日  | 千葉県鋸南町 BOTANICAL POOL CLUB 篇                          |
| 366  | 2024 | 5月31日  | 千葉県香取市 香取はちさんろく 篇                             |
| 367  | 2024 | 6月7日   | 栃木県宇都宮市 大谷コネクト 篇                               |
| 368  | 2024 | 6月14日  | 兵庫県豊岡市 玄武洞公園 篇                                   |
| 369  | 2024 | 6月21日  | 三重県桑名市 CASA WATARI KUWANA 篇                           |
| 370  | 2024 | 6月28日  | 群馬県みどり市 蔵人新宇 篇                                   |
| 371  | 2024 | 7月5日   | 静岡県熱海市 THE HIRAMATSU HOTELS & RESORTS 熱海 篇          |
| 372  | 2024 | 7月12日  | 東京都目黒区 goodroom residence 学芸大学 篇                  |
| 3723 | 2024 | 7月19日  | 静岡県焼津市 焼津PORTERS 篇                                  |
| 374  | 2024 | 7月26日  | 東京都東村山市 図書喫茶カンタカ 篇                           |
| 375  | 2024 | 8月9日   | 静岡市葵区 ビル泊 篇                                         |
| 376  | 2024 | 8月16日  | 東京都北区 稲荷湯長屋 篇                                     |
| 377  | 2024 | 8月23日  | 兵庫県丹波篠山市 篠山城下町ホテル NIPPONIA 篇                |
| 378  | 2024 | 8月30日  | 神奈川県鎌倉市 MOKICHI KAMAKURA 篇                           |

- 環境クライシス〜沈みゆく大陸の環境難民〜（2017年8月19日、フジテレビ） - ナレーション [484]
- アイ アム ライブラリアン〜多国籍タウン 大久保〜（2017年10月14日、NHKETV） - ナレーション [485]
- フェイス〜 さびない鍬でありたい 〜97歳 おひとりさまを生きる〜（2017年11月3日、NHK） - ナレーション
- 彩（いろどり）〜日本遺産〜（2017年12月6日 - 2020年6月24日、BS-TBS / BS-TBS 4K） - 初代ナレーション（レギュラー）[486][487]

| 回  | 年度 | 放送日   | サブタイトル                               |
| --- | ---- | -------- | ------------------------------------------ |
| 1   | 2017 | 12月6日  | 造林発祥の地 ・吉野（奈良）                |
| 2   | 2017 | 12月13日 | 郡山をつくった一本の水路（福島）           |
| 3   | 2017 | 12月20日 | 大陸との懸け橋・五島（長崎）               |
| 4   | 2017 | 12月27日 | 弥生の王が愛した小松の石（石川）           |
| 5   | 2018 | 1月10日  | 津和野百景図（島根）                       |
| 6   | 2018 | 1月17日  | 会津の三十三観音めぐり（福島）             |
| 7   | 2018 | 1月24日  | 日本最古の“庶民の学校”（岡山）             |
| 8   | 2018 | 1月31日  | 女性が支えた絹の国（群馬）                 |
| 9   | 2018 | 2月7日   | 鋳物が救った城下町 高岡（富山）            |
| 10  | 2018 | 2月14日  | 村上海賊 海を護る男たち（愛媛・広島）      |
| 11  | 2018 | 2月21日  | 「禅」はじまりの地 古都鎌倉（神奈川）      |
| 12  | 2018 | 2月28日  | 暮らしを彩った陶器“瀬戸物”（愛知）         |
| 13  | 2018 | 3月7日   | 文武両道の原点・弘道館（茨城）             |
| 14  | 2018 | 3月14日  | くじらとともに生きる（和歌山）             |
| 15  | 2018 | 3月21日  | 政宗が育んだ“伊達”な文化（宮城）           |
| 16  | 2018 | 3月28日  | 炎が生んだ芸術・備前焼（岡山）             |
| 17  | 2018 | 4月4日   | 足袋のまち行田（埼玉）                     |
| 18  | 2018 | 4月11日  | 1300年つづく飛騨匠（岐阜）                 |
| 19  | 2018 | 4月18日  | 日が沈む聖地・出雲（島根）                 |
| 20  | 2018 | 4月25日  | 三徳山参詣の拠点・三朝温泉（鳥取）         |
| 21  | 2018 | 5月2日   | “わかやま”のはじまり…絶景和歌の浦          |
| 22  | 2018 | 5月9日   | 日本茶800年 茶の京都                       |
| 23  | 2018 | 5月16日  | サムライシルク 鶴岡（山形）                |
| 24  | 2018 | 5月23日  | 京都と若狭をつなぐ鯖街道（福井）           |
| 25  | 2018 | 5月30日  | 和洋織りなす町 倉敷（岡山）                |
| 26  | 2018 | 6月6日   | 相良700年の文化 人吉球磨（熊本）           |
| 27  | 2018 | 6月13日  | 大阪と奈良結ぶ 最古の国道（大阪・奈良）    |
| 28  | 2018 | 6月20日  | 耶馬溪 山水絵巻の道（大分）                |
| 29  | 2018 | 6月27日  | 丹後ちりめん回廊 （京都）                  |
| 30  | 2018 | 7月4日   | 地蔵信仰が育んだ大山牛馬市（鳥取）         |
| 31  | 2018 | 7月11日  | 殿様が愛した磁器 鍋島焼 （佐賀）           |
| 32  | 2018 | 7月18日  | 木曽路はすべて山の中（長野）               |
| 33  | 2018 | 7月25日  | 「国生みの島」淡路 （兵庫）                |
| 34  | 2018 | 8月1日   | 忍びの里 甲賀（滋賀）                      |
| 35  | 2018 | 8月8日   | 醤油醸造のはじまり 湯浅（和歌山）          |
| 36  | 2018 | 8月15日  | 四国遍路（徳島）                           |
| 37  | 2018 | 8月22日  | 国境の島 対馬（長崎）                      |
| 38  | 2018 | 8月29日  | ニシン繁栄の街・江差（北海道）             |
| 39  | 2018 | 9月5日   | 山寺と紅花(山形)                           |
| 40  | 2018 | 9月12日  | 坂のまち 尾道（広島）                      |
| 41  | 2018 | 9月19日  | 奈良と大陸をつないだ道「横大路」（奈良）   |
| 42  | 2018 | 9月26日  | 足利学校（栃木）                           |
| 43  | 2018 | 10月3日  | かかあ天下と絹織物 （群馬）                |
| 44  | 2018 | 10月10日 | 森を育んだ男たち 吉野（奈良）              |
| 45  | 2018 | 10月17日 | 信仰の山 三徳山（鳥取）                    |
| 46  | 2018 | 10月24日 | 未来を拓いた一本の水路（福島）             |
| 47  | 2018 | 10月31日 | 鋳物のまち 高岡（富山）                    |
| 48  | 2018 | 11月7日  | くじらの町 太地（和歌山）                  |
| 49  | 2018 | 11月11日 | 村上海賊の記憶（愛媛・広島）               |
| 50  | 2018 | 11月21日 | 大雪山と上川アイヌ（北海道）               |
| 51  | 2018 | 11月28日 | 石から生まれた小松の美（石川）             |
| 52  | 2018 | 12月5日  | 火への感謝と信楽焼 （滋賀）                |
| 53  | 2018 | 12月12日 | ぶどうの町 歴史さんぽ （山梨）             |
| 54  | 2018 | 12月19日 | 日本最大の私塾 咸宜園 （大分）             |
| 55  | 2018 | 12月26日 | 文士が愛した古都・鎌倉 （神奈川）          |
| 56  | 2019 | 1月2日   | 大谷石からの贈り物 宇都宮（栃木県）        |
| 57  | 2019 | 1月9日   | 夕日に祈る町 出雲（島根）                  |
| 58  | 2019 | 1月16日  | 癒しの三十三観音めぐり（福島）             |
| 59  | 2019 | 1月23日  | 星降る里の輝く石（長野）                   |
| 60  | 2019 | 1月30日  | 飛騨匠の技とこころ（岐阜）                 |
| 61  | 2019 | 2月6日   | 南国土佐 ゆずロード（高知）                |
| 62  | 2019 | 2月13日  | 伊達な美 松島瑞巌寺（宮城）                |
| 63  | 2019 | 2月20日  | 津和野幕末さんぽ（島根）                   |
| 64  | 2019 | 2月27日  | 1200年の歴史 若狭「お水送り」（福井）      |
| 65  | 2019 | 3月6日   | 貴族が生んだ”まきば”の里（栃木）           |
| 66  | 2019 | 3月13日  | 桃太郎伝説の生まれたまち（岡山）           |
| 67  | 2019 | 3月20日  | 日本北限の絹産地 鶴岡 （山形）             |
| 68  | 2019 | 3月27日  | 鬼が仏になった里 くにさき（大分）          |
| 69  | 2019 | 4月3日   | 川が育む足袋の街（埼玉）                   |
| 70  | 2019 | 4月10日  | 国境の島に伝わった古代米・対馬（長崎）     |
| 71  | 2019 | 4月17日  | 丹後の海と織物文化（京都）                 |
| 72  | 2019 | 4月24日  | ニシン漁 繁栄の記憶・江差（北海道）        |
| 73  | 2019 | 5月1日   | 万物救う大山(だいせん)の御神水             |
| 74  | 2019 | 5月8日   | 命救った稲むらの火（和歌山県広川町）       |
| 75  | 2019 | 5月15日  | 神話を伝える古墳のまち・西都（宮崎）       |
| 76  | 2019 | 5月22日  | 雛飾りもたらした紅花（山形）               |
| 77  | 2019 | 5月26日  | 四国遍路 最長距離の土佐（高知）            |
| 78  | 2019 | 6月5日   | 絶景をつなぐ祈りの道 耶馬渓(大分)          |
| 79  | 2019 | 6月19日  | 木彫刻のまち 井波の夏（富山）              |
| 80  | 2019 | 6月26日  | 六古窯最古のまち常滑市（愛知）             |
| 81  | 2019 | 7月3日   | 日本の原風景を救った妻籠宿（長野）         |
| 82  | 2019 | 7月10日  | 坂のまち尾道 夏の神火（広島）              |
| 83  | 2019 | 7月17日  | 御食国（みけつくに）の島 淡路（兵庫）      |
| 84  | 2019 | 7月24日  | 北総四都 佐原と香取神宮（千葉）            |
| 85  | 2019 | 7月31日  | 聖徳太子がつくった最古の国道（大阪・奈良） |
| 86  | 2019 | 8月7日   | 瀬戸内海と生きる港町 鞆の浦（広島）        |
| 87  | 2019 | 8月14日  | ぶどう栽培発祥の地 甲州（山梨）            |
| 88  | 2019 | 8月21日  | 熱狂と幻想の能登キリコ（石川）             |
| 89  | 2019 | 8月28日  | 民謡の王様・江差追分（北海道）             |
| 90  | 2019 | 9月4日   | 関門海峡のレトロな港（福岡）               |
| 91  | 2019 | 9月11日  | 守り継がれる神秘の神楽（熊本）             |
| 92  | 2019 | 9月18日  | 忍者に出会うまち伊賀（三重）               |
| 93  | 2019 | 9月25日  | 上川アイヌと石狩川（北海道）               |
| 94  | 2019 | 10月2日  | 北前船寄港地・岩瀬（富山）                 |
| 95  | 2019 | 10月10日 | 倉敷 伝統の織物散歩（岡山）                |
| 96  | 2019 | 10月17日 | 暮らしによりそう磁器（長崎）               |
| 97  | 2019 | 10月23日 | 芸術の宝庫 和歌の浦（和歌山）              |
| 98  | 2019 | 10月30日 | 出羽三山とサムライシルク（山形）           |
| 99  | 2019 | 11月6日  | 山とともにある暮らす吉野（奈良）           |
| 100 | 2019 | 11月13日 | 醤油醸造の発祥の地 紀州湯浅（和歌山）      |
| 101 | 2019 | 11月20日 | 不思議なアイランド 壱岐（長崎）            |
| 102 | 2019 | 11月27日 | 縄文芸術の里・十日町（新潟）               |
| 103 | 2019 | 12月4日  | 生水（しょうず）の郷 琵琶湖（滋賀）        |
| 104 | 2019 | 12月11日 | 薩摩藩の「麓」集落（鹿児島）               |
| 105 | 2019 | 12月18日 | 大和朝廷を脅かした吉備の国（岡山）         |
| 106 | 2019 | 12月25日 | 鞆の浦が生んだ“名酒”（広島）               |
| 107 | 2020 | 1月1日   | 江戸庶民の信仰 大山詣り（神奈川）          |
| 108 | 2020 | 1月8日   | 頼朝が灯した神楽の火（神奈川）             |
| 109 | 2020 | 1月15日  | 中芸をつないだ森林鉄道（高知）             |
| 110 | 2020 | 1月22日  | 那須高原 開拓ばなし（栃木）                |
| 111 | 2020 | 1月29日  | 北前船寄港地の誇り 新温泉町（兵庫）        |
| 112 | 2020 | 2月5日   | 激動と味覚を生んだ港（山口）               |
| 113 | 2020 | 2月12日  | 神楽を変えた蛇胴（島根）                   |
| 114 | 2020 | 2月19日  | 石にこめた島の誇り（香川）                 |
| 115 | 2020 | 2月26日  | 未来に備える防災の町（和歌山）             |
| 116 | 2020 | 3月4日   | 日本第一の塩 播州赤穂（兵庫）              |
| 117 | 2020 | 3月11日  | “伊達な”文化 箪笥の思い出（宮城）          |
| 118 | 2020 | 3月18日  | “かかあ天下”と山の冷気（群馬）             |
| 119 | 2020 | 3月25日  | 「さぬきの広島 石の格言（香川）」          |
| 120 | 2020 | 4月1日   | 「ブドウ天国の供養祭」（山梨）             |
| 121 | 2020 | 4月8日   | 「観音めぐりと温泉 会津」（福島）          |
| 122 | 2020 | 4月15日  | 「琉球王国・知られざる“美”」（沖縄）       |
| 123 | 2020 | 4月22日  | 「雛人形と手作りの紅」（山形）             |
| 124 | 2020 | 4月29日  | 「水路と坂道と寺と 尾道慕情」（広島）      |
| 125 | 2020 | 5月6日   | 「信長とおもてなし」（岐阜）               |
| 126 | 2020 | 5月13日  | 「平和の使者 麒麟獅子」（鳥取）            |
| 127 | 2020 | 5月20日  | 「潮流を制した村上海賊」（愛媛）           |
| 128 | 2020 | 5月27日  | 「伊賀と甲賀」（三重・滋賀）               |
| 129 | 2020 | 6月3日   | 「日本磁器のふるさと 肥前」（佐賀・長崎）  |
| 130 | 2020 | 6月10日  | 「加賀前田家ゆかりの鋳物」（富山）         |
| 131 | 2020 | 6月17日  | 「秘境の絶景 耶馬渓（やばけい）」（大分）  |
| 132 | 2020 | 6月24日  | 「ニシン呼んだ伝説の岩」（北海道）         |

- 明日世界が終わるとしても（2017年12月11日、NHK BS） - ナレーション [488]
- 海に恋して 森を愛して 〜4Kで描く奄美〜（2017年12月8日、NHK総合 九州地区 / 2018年1月3日、NHK総合 全国） - ナレーション[489]
- 解体キングダム- ナレーション
  - 解体キングダム1（2018年5月1日、NHK総合） [490]
  - 解体キングダム／都心の巨大工場VS.モンスタ―重機（2019年3月27日、NHK総合）  [491]
- アスリートの魂 「悩める妖精の大変身 新体操・皆川夏穂選手」（2018年07月14日、NHK） - ナレーション [492]
- 「目撃！にっぽん」（NHK総合） - ナレーション
  - 新しく 日本らしく〜大分発 和太鼓エンタメ集団 TAO（2018年7月29日） [493]
  - 高校生が選ぶ“日本の未来”〜憲法改正の模擬投票〜（2019年3月17日）[494]
- 市原悦子さん ありがとうスペシャル（2019年2月17日、NHK総合） - ナレーション[495]
- 3.11を忘れない76 命を懸けた娘へ（2019年3月3日、テレビ朝日） - ナレーション[496]
- 奄美の海 奇跡のサンゴ礁（2019年3月31日、NHK BS8K） - ナレーション [497]
- 選 トトはラガーマン ラグビー日本代表 堀江翔太（2019年4月1日、NHK BS1） - ナレーション [498]
- いつかまた会おう セウォル号事故・子どもたちの動画メッセージ（2019年4月29日、NHK BS1） - ナレーション[499]
- 明日へ つなげよう 未来塾（2019年5月5日 - 、NHK総合） - ナレーション
- NHKスペシャル 「恐竜超世界」(NHK総合) - ナレーション[500]
  - 「恐竜超世界」（2019年7月7日・14日）
  - 「恐竜超世界 in Japan」（2022年3月30日）
  - 「恐竜超世界2」（2023年3月21日・26日）
- 心の絆！三世代家族スペシャル 2019 〜じぃじとばぁばとパパとママ〜（BS日テレ） - ナレーション[501]
  - 第一夜（2019年9月14日）
  - 第二夜（2019年9月15日）
- 「報道ステーション」内の金曜特集にて、素晴らしい起業家 仲本千津（2019年9月6日、テレビ朝日） - ナレーション[502]
- 歴史を作るのは俺たちだ ラグビー日本代表 堀江翔太・福岡堅樹（2019年10月19日、NHK） - ナレーション [503]
- 未来塾 「東北で生きる、東北と生きる」（2019年11月1日、NHK総合） - ナレーション [504]
- 中京テレビ開局50年 × 名古屋大学創立80周年カッティングエッジ 世界を変える科学者たち（2019年11月17日、中京テレビ） - ナレーション [505]
- 即位の礼 晩さん会 密着・ホテルマンの1か月( 2020年1月2日、NHK BS） - ナレーション[506]
- よりそい〜静寂と生きる難聴医師（2020年3月28日、CBCテレビ） - ナレーション [507]
- 君の声が聴きたい 〜子ども・若者1万人の“願い”が描く幸せのカタチ〜（2022年5月7日、NHK総合） - ナレーション[508]
- まいにち 養老先生、ときどき まる（NHK総合） - ナレーション[509]

| 年   | 放送日   | タイトル     | 備考    |
| ---- | -------- | ------------ | ------- |
| 2020 | 5月1日   | 「春を歩く」 |         |
| 2020 | 5月8日   | 「春を見る」 | [ 510 ] |
| 2020 | 5月15日  | 「春を思う」 | [ 511 ] |
| 2020 | 12月4日  | 「秋を漂う」 | [ 512 ] |
| 2020 | 12月11日 | 「秋を願う」 |         |
| 2021 | 1月29日  | 「冬を仰ぐ」 |         |
| 2021 | 2月5日   | 「冬を送る」 |         |
| 2021 | 3月13日  | スペシャル   |         |

- 駅ピアノ・空港ピアノ・街角ピアノ（NHK BS1）
  - 2020年6月13日-出演[513]
  - 角野隼人（2023年10月7日） - ナビゲーター[514]
- 田中達也的 MINIATURE LIFE （2020年7月29日、MBCテレビ） - ナレーション [515]
- 情熱大陸（2020年8月23日、MBS） - 自身の出演時に一部ナレーションを担当[516]
- 青春舞台2020『コロナに負けるな！』（2020年9月14日、NHK Eテレ） - ナレーション [517]
- ドキュメントJ＃152 『世界自然遺産登録 つなぐ 〜いのちの島・奄美』（2021年10月10日、BSTBS） - ナレーション[518]
- 岩合光昭の世界ネコ歩き 茨城（2022年6月9日、NHK BSP） - ナレーション[519]
- BS1スペシャル 沖縄戦争孤児（2022年8月14日、NHK BS1） - ナレーション[520]
- おんこちしん ようこそジブリパーク（2022年11月6日、東海テレビ） - ナレーション [521]
- 浅田真央 私を超える（2022年11月11日、NHK BS） - ナレーション [522]
- プロフェッショナル 仕事の流儀「YOSHIKIスペシャル」（2022年12月20日、NHK総合） - ナレーション [523]
- テレビ朝日第37回民教協スペシャル「私の中のかけらたち 〜虐待を生きる22歳〜」（2023年6月17日、テレビ朝日） - ナレーション[524]
- 究極ガイド2時間でまわる大英博物館（2023年7月25日、NHK BS4K） - 井上芳雄とともにナビゲーター
- 青春100K 熊本・玉名高校「タオル人文字応援」（2023年6月17日、NHK総合） - ナレーション[525]
- 解明！上白石萌音の遥かなる古代文明マヤ（2023年8月10日、NHK） - ナレーション[526]
- 青春100K 兵庫・六甲学院 「汗と涙の総行進」（2023年8月12日、NHK総合） - ナレーション[527]
- 踏まれても 踏まれても 〜ゲンと子どもたちの半世紀〜（2023年8月19日、広島ホームテレビ） - ナレーション[528]
- 私たち、インドから来ました（2023年8月28日、福井テレビ） - ナレーション[529]
- 空と大地と鍋がある「ポルトガル・アゾレス諸島 海の狼」（2023年12月31日、NHK総合） - ナレーション[530]
- 超体感! 四国 お遍路の旅（2024年1月1日、NHK総合） - ナレーション[531]
- 渥美清にあいたい 〜山田洋次と黒柳徹子が語る〜（2024年3月17日、NHK BS） - ナレーション[532]
- “わたし”の幕が上がる〜徳島・城東高校演劇部〜（2024年9月1日、NHK総合）- ナレーション[533]

#### ネット動画
- WOWOWサッカースペシャル 乾貴士 西野朗と描くスペイン5年目の未来図（2019年7月20日、WOWOW）[534]
- テレメンタリー「故郷と生きる〜西日本豪雨 被災集落の1年〜」（2019年8月10日、AbemaTV）[535]
- MEET YOUR ART（2021年7月16日 - 、エイベックス・ビジネス・ディベロップメント、YouTube） - ナレーション[536]

| 回 | 美術館                     | タイトル                                                        |
| -- | -------------------------- | --------------------------------------------------------------- |
| 1  | 草間彌生美術館             | 神秘と象徴の中間：草間彌生のモノクローム                        |
| 2  | 森美術館                   | アナザーエナジー展：挑戦しつづける力―世界の女性アーティスト16人 |
| 3  | 東京都現代美術館           | ライゾマティクス＿マルティプレックス                            |
| 4  | ワタリウム美術館           | まちへ出よう展〜それは水の波紋から始まった〜                    |
| 5  | パビリオン・トウキョウ2021 | 自由で新しい都市の姿の提案                                      |
| 6  | 金沢21世紀美術館           | まちに開かれた美術館                                            |
| 7  | 長野県立美術館             | 自然と一体にあるLANDSCAPEMUSEUM                                 |
| 8  | 奈義町美術館               | 世界的建築家・磯崎新設計                                        |

- テレメンタリー2023「いちがたっこ〜ご飯は注射を打ってから〜（2023年12月2日、 AbemaTV ） - ナレーション

### CM
出演作品（俳優） 参照。

### その他
- 秦基博 オールタイムベストアルバム「All Time Best ハタモトヒロ」TVスポット
- 「Gift of Light 〜星明りに包まれて〜」（2020年11月28日 - 、コニカミノルタプラネタリウム“天空” in 東京スカイツリータウン ） - ナレーション[537]

## 音楽番組

### NHK紅白歌合戦出場歴
| 年度/放送回              | 回 | 曲目                   | 出演順 | 対戦相手 | 備考    |
| ------------------------ | -- | ---------------------- | ------ | -------- | ------- |
| 2021年（令和3年）/第72回 | 初 | 夜明けをくちずさめたら | 7/21   | KAT-TUN  | [ 538 ] |

### 音楽番組
| 番組名                                                            | 放送日         | MC | 歌唱曲                                                                         | サブタイトル                                             | 備考                        |
| ----------------------------------------------------------------- | -------------- | -- | ------------------------------------------------------------------------------ | -------------------------------------------------------- | --------------------------- |
| ミュージックステーション(テレビ朝日)                              | 2016年10月16日 |    | 「なんでもないや」                                                             |                                                          |                             |
| ミュージックステーション(テレビ朝日)                              | 2016年12月23日 |    | 「なんでもないや」                                                             | 「スーパーライブ2016」                                   |                             |
| ミュージックステーション(テレビ朝日)                              | 2019年4月26日  |    | 「ハッピーエンド」                                                             |                                                          |                             |
| ミュージックステーション(テレビ朝日)                              | 2020年9月4日   |    | 「白い泥」                                                                     |                                                          |                             |
| ミュージックステーション(テレビ朝日)                              | 2020年10月2日  |    | 「ハッピーエンド」「Trolls Wanna Have Good Times・Just Sing」                  |                                                          | [ 注 24 ] [ 539 ]           |
| ミュージックステーション(テレビ朝日)                              | 2021年7月9日   |    | 「世界中の誰よりきっと」                                                       |                                                          |                             |
| ミュージックステーション(テレビ朝日)                              | 2023年11月10日 |    | 「ひかりのあと」                                                               |                                                          | [ 540 ]                     |
| シブヤノオト（NHK総合）                                           | 2016年10月16日 |    | 「366日」                                                                      |                                                          |                             |
| うたコン（NHK総合）                                               | 2016年11月1日  |    | 「Woman "Wの悲劇"より」                                                        | 「秋うたSP！ドラマチック愛の名曲」                       |                             |
| うたコン（NHK総合）                                               | 2017年7月11日  |    | 「告白」                                                                       | 「夏の名曲集！海へ山へふるさとへ」                       | [ 541 ]                     |
| うたコン（NHK総合）                                               | 2018年5月28日  |    | 「ひこうき雲」                                                                 | 「心スッキリ！爽快ソング」                               |                             |
| うたコン（NHK総合）                                               | 2019年7月9日   |    | 「永遠はきらい」「元気を出して」                                               | 「滋養強壮！元気うた」                                   | [ 542 ]                     |
| うたコン（NHK総合）                                               | 2020年6月2日   |    | 「元気を出して」                                                               | 「わたしたちにはうたがある！」                           | （再放送）、生電話出演      |
| うたコン（NHK総合）                                               | 2020年8月25日  |    | 「HOME」「夜明けをくちずさめたら」                                             | 「わたしたちには歌がある！」                             |                             |
| うたコン（NHK総合）                                               | 2021年10月4日  |    | 「虹の彼方に」「夜明けをくちずさめたら」                                       | 「次期『朝ドラ』ヒロイン上白石萌音▽主題歌テレビ初披露」  | [ 注 26 ] [ 注 27 ]         |
| うたコン（NHK総合）                                               | 2022年4月26日  |    | 「アナタヲソコニカンジタ－Amazing Moment－」「懐かしい未来」                   | 「生放送!上白石カムカムを歌う▽ジェジュン・氷川・南野」   | [ 543 ]                     |
| うたコン（NHK総合）                                               | 2023年2月14日  |    | 「PRIDE」「セイレーン 〜ミュージカル『ジェーン・エア』より」                   | 「生放送▽鈴木雅之×JO1河野▽德永英明▽井上芳雄▽上白石萌音」 | [ 注 28 ]                   |
| MBS SONG TOWN（毎日放送）                                         | 2016年11月3日  |    | 「SMILE」                                                                      |                                                          |                             |
| MBS SONG TOWN（毎日放送）                                         | 2017年3月16日  |    | 「366日」                                                                      |                                                          |                             |
| Love music（フジテレビ）                                          | 2016年11月18日 |    | 「なんでもないや（movie ver.）」                                               |                                                          | [ 544 ]                     |
| Love music（フジテレビ）                                          | 2017年7月30日  |    | 「告白」                                                                       |                                                          | [ 545 ]                     |
| Love music（フジテレビ）                                          | 2019年4月8日   |    | 「ハッピーエンド」                                                             |                                                          | [ 546 ]                     |
| Love music（フジテレビ）                                          | 2020年5月25日  |    | 「ハッピーエンド」                                                             |                                                          | （再放送）、VTR出演         |
| FNS歌謡祭（フジテレビ）                                           | 2016年12月7日  |    | 「なんでもないや」                                                             | 2016 FNS歌謡祭 第1夜                                     |                             |
| FNS歌謡祭（フジテレビ）                                           | 2018年12月5日  |    | 「なごり雪」「騎士物語（リプリーゼ） ナイツ・テイル メドレー」「時代」         | 2018 FNS歌謡祭 第1夜                                     | [ 注 30 ]                   |
| FNS歌謡祭（フジテレビ）                                           | 2020年3月21日  |    | 「なんでもないや」                                                             | 緊急生放送！FNS音楽特別番組 春は必ず来る                 |                             |
| FNS歌謡祭（フジテレビ）                                           | 2020年8月26日  |    | 「白い泥」「I believe」「夏の終りのハーモニー」                                | 2020 FNS歌謡祭 夏                                        | [ 注 31 ] [ 547 ] [ 注 32 ] |
| FNS歌謡祭（フジテレビ）                                           | 2021年7月14日  |    | 「世界中の誰よりきっと」「青空」                                               | 2021 FNS歌謡祭 夏                                        |                             |
| FNS歌謡祭（フジテレビ）                                           | 2021年12月1日  |    | 「夢先案内人」                                                                 | 2021 FNS歌謡祭 第1夜                                     |                             |
| FNS歌謡祭（フジテレビ）                                           | 2021年12月8日  |    | 「いつも何度でも」                                                             | 2021 FNS歌謡祭 第2夜                                     | [ 注 33 ] [ 548 ] [ 549 ]   |
| FNS歌謡祭（フジテレビ）                                           | 2023年12月13日 |    | 「奏」「ひかりのあと」                                                         | 2023 FNS歌謡祭 第2夜                                     | [ 注 34 ] [ 550 ] [ 551 ]   |
| COUNTDOWN JAPAN16/17（WOWOW）                                     | 2016年12月28日 |    | 「変わらないもの」                                                             |                                                          | [ 552 ]                     |
| Sound Inn "S"（BS-TBS）                                           | 2017年10月21日 |    | 「ストーリーボード」「あなた」「On My Own」                                    |                                                          | [ 553 ]                     |
| Sound Inn "S"（BS-TBS）                                           | 2023年7月29日  |    | 「ストーリーボード」「on my own」「瑠璃色の地球」                              |                                                          |                             |
| MUSIC FAIR（フジテレビ）                                          | 2019年7月6日   |    | 「永遠はきらい」「レイニー ブルー」「LOVE IS ALL」                             |                                                          | [ 注 35 ] [ 注 36 ]         |
| COUNT DOWN TV（TBS）                                              | 2019年7月7日   |    | 「永遠はきらい」                                                               |                                                          |                             |
| COUNT DOWN TV（TBS）                                              | 2020年3月16日  |    | 「奏 」「From The Seeds」                                                      | CDTVスペシャル!卒業ソング音楽祭2020                      |                             |
| 僕らのミュージカル・ソング2020 （WOWOWプライム）                  | 2020年6月20日  |    | 「カラー・オブ・ザ・ウィンド」「A Million Miles Away」                         | 第一夜                                                   | [ 注 37 ] [ 554 ]           |
| CDTVライブ!ライブ!（TBS）                                         | 2020年8月31日  |    | 「白い泥」                                                                     |                                                          |                             |
| CDTVライブ!ライブ!（TBS）                                         | 2022年1月1日   |    | 「懐かしい未来」                                                               | CDTVライブ!ライブ! 年越しスペシャル 2021→2022            |                             |
| CDTVライブ!ライブ!（TBS）                                         | 2022年7月11日  |    | 「夕陽に溶け出して」                                                           |                                                          |                             |
| みんなのうた（Eテレ）                                             | 2021年2月27日  |    | 「夜明けをくちずさめたら」                                                     | 60スペシャル〜60年イヤースタート！〜                     |                             |
| SDGs音楽特番 未来はぼくらの歌の中（フジテレビ）                   | 2021年3月17日  | MC | 「見上げてごらん夜の星を」「瑠璃色の地球」                                     | [ 555 ] [ 556 ] [ 557 ]                                  |                             |
| THE MUSIC DAY（日本テレビ）                                       | 2021年7月3日   |    | 「世界中の誰よりきっと」「オリビアを聴きながら」                               |                                                          |                             |
| 音楽の日（TBS）                                                   | 2021年7月17日  |    | 「年下の男の子」「世界中の誰よりきっと」                                       |                                                          |                             |
| 音楽の日（TBS）                                                   | 2023年7月15日  |    | 「懐かしい未来」「ホール・ニュー・ワールド」                                   |                                                          | [ 注 38 ]                   |
| ライブ・エール（NHK総合）                                         | 2021年8月14日  |    | 「上を向いて歩こう」                                                           |                                                          |                             |
| はやウタ（NHK）                                                   | 2021年9月26日  |    | ミュージカル『ナイツテイル-騎士物語-』より「牢番の娘の嘆き」を含むメドレー     |                                                          | [ 558 ]                     |
| わが心の大阪メロディー（NHK大阪放送局）                           | 2021年10月26日 | MC | 「秋桜」                                                                       |                                                          | [ 注 39 ]                   |
| こえうた（NHK総合）                                               | 2022年5月7日   |    | 「若者のすべて」「笑えれば」                                                   |                                                          | [ 注 40 ]                   |
| One of Love プロジェクト（BSフジ）                                | 2022年8月13日  |    | 「青春の光と影」「One of Love」                                                |                                                          | [ 注 41 ]                   |
| 発表！今年イチバン聴いた歌 年間ミュージックアワード（日本テレビ） | 2022年12月28日 | MC | 「ルージュの伝言」                                                             |                                                          | [ 559 ]                     |
| 発表！今年イチバン聴いた歌 年間ミュージックアワード（日本テレビ） | 2023年12月27日 | MC | 「やさしさに包まれたなら」「いつも何度でも」                                   |                                                          | [ 560 ]                     |
| M-ON! LIVE 上白石萌音 「MONE KAMISHIRAISHI 2023 at BUDOKAN」      | 2023年2月4日   |    |                                                                                |                                                          | [ 561 ]                     |
| バズリズム02（日本テレビ）                                        | 2023年11月10日 |    | 「ブラックペッパーのたっぷりきいた私の作ったオニオンスライス」「ひかりのあと」 | [ 562 ]                                                  |                             |

### 音楽番組以外での歌唱
| 番組名                           | 放送日         | 歌唱曲                                                               | 備考              |  |
| -------------------------------- | -------------- | -------------------------------------------------------------------- | ----------------- |  |
| おやすみ日本眠いいね（NHK）      | 2018年11月11日 | 「元気を出して」                                                     | [ 563 ]           |  |
| BSいきものがかり（BSフジ）       | 2020年8月11日  | 「夜明けをくちずさめたら」                                           | [ 564 ]           |  |
| スッキリ（日本テレビ）           | 2020年9月29日  | 映画『トロールズ ミュージック★パワー』よりスッキリスペシャルメドレー | [ 565 ]           |  |
| スッキリ（日本テレビ）           | 2021年7月24日  | 「木綿のハンカチーフ」を含む昭和歌謡スペシャルメドレー               | [ 566 ]           |  |
| スッキリ（日本テレビ）           | 2023年1月5日   | 「ミルクとシュガー」                                                 | [ 注 42 ] [ 567 ] |  |
| 行列のできる相談所（日本テレビ） | 2023年2月26日  | 「 Beauty and the Beast 」「Tomorrow」                               | [ 568 ]           |  |
| DayDay.（日本テレビ）            | 2023年11月2日  | 「ひかりのあと」                                                     | [ 569 ]           |  |

## ライブ

### ワンマンライブ
| 年   | タイトル                                                   | 月日     | 会場                                                              | 備考            |
| ---- | ---------------------------------------------------------- | -------- | ----------------------------------------------------------------- | --------------- |
| 2017 | 『Live THEATRE 〜chouchou〜』                              | 2月10日  | 東京都 shibuya duo MUSIC EXCHANGE                                 | [ 570 ] [ 65 ]  |
| 2017 | 『Live THEATRE 〜chouchou〜』                              | 2月17日  | 大阪府 UMEDA CLUB QUATTRO                                         | [ 570 ] [ 65 ]  |
| 2017 | 上白石萌音 LIVE TOUR 2017『and...』                        | 11月2日  | 福岡県 DRUM Be-1                                                  | [ 571 ] [ 572 ] |
| 2017 | 上白石萌音 LIVE TOUR 2017『and...』                        | 11月10日 | 大阪府 BIG CAT                                                    | [ 571 ] [ 572 ] |
| 2017 | 上白石萌音 LIVE TOUR 2017『and...』                        | 11月18日 | 東京都 マイナビBLITZ赤坂                                          | [ 571 ] [ 572 ] |
| 2020 | 上白石萌音 オンラインライヴ『i note』                      | 9月19日  | オンライン                                                        | [ 573 ]         |
| 2021 | 上白石萌音 『yattokosa』Tour 2021                          | 7月1日   | 大阪府 フェスティバルホール                                       | [ 574 ]         |
| 2021 | 上白石萌音 『yattokosa』Tour 2021                          | 7月3日   | 福岡県 福岡サンパレスホール                                       | [ 574 ]         |
| 2021 | 上白石萌音 『yattokosa』Tour 2021                          | 7月4日   | 鹿児島県 宝山ホール                                               | [ 574 ]         |
| 2021 | 上白石萌音 『yattokosa』Tour 2021                          | 7月16日  | 愛知県 日本特殊陶業市民会館フォレストホール                       | [ 574 ]         |
| 2021 | 上白石萌音 『yattokosa』Tour 2021                          | 7月21日  | 東京都 東京ガーデンシアター                                       | [ 574 ]         |
| 2021 | 「I’ll be there / スピン」発売記念YouTube Live             | 10月19日 | YouTube                                                           | [ 575 ]         |
| 2022 | 上白石萌音 『yattokosa』Tour 2022                          | 7月16日  | 沖縄県 那覇文化芸術劇場なはーと                                   | [ 576 ]         |
| 2022 | 上白石萌音 『yattokosa』Tour 2022                          | 7月21日  | 北海道 札幌文化芸術劇場 hitaru                                    | [ 576 ]         |
| 2022 | 上白石萌音 『yattokosa』Tour 2022                          | 8月6日   | 岡山県 岡山シンフォニーホール                                     | [ 576 ]         |
| 2022 | 上白石萌音 『yattokosa』Tour 2022                          | 8月11日  | 東京都 東京国際フォーラム・ホールA[                               | [ 576 ]         |
| 2023 | 『MONE KAMISHIRAISHI 2023 at BUDOKAN』                     | 1月25日  | 東京都 日本武道館                                                 | [ 577 ]         |
| 2023 | 上白石萌音『Billboard Live 15th Anniversary Premium Live』 | 1月27日  | 東京都 ビルボード東京                                             | [ 578 ] [ 579 ] |
| 2023 | 上白石萌音『Billboard Live 15th Anniversary Premium Live』 | 1月29日  | 大阪府 ビルボード大阪                                             | [ 578 ] [ 579 ] |
| 2023 | 上白石萌音『yattokosa』Tour 2023                           | 11月3日  | 石川県 本多の森ホール                                             | [ 580 ]         |
| 2023 | 上白石萌音『yattokosa』Tour 2023                           | 11月5日  | 宮城県 東京エレクトロンホール宮城                                 | [ 580 ]         |
| 2023 | 上白石萌音『yattokosa』Tour 2023                           | 11月24日 | 東京都 東京国際フォーラム・ホールA                                | [ 580 ]         |
| 2023 | 上白石萌音『yattokosa』Tour 2023                           | 11月25日 | 東京都 東京国際フォーラム・ホールA                                | [ 580 ]         |
| 2023 | 上白石萌音『yattokosa』Tour 2023                           | 12月2日  | 山口県 KDDI維新ホール                                             | [ 580 ]         |
| 2023 | 上白石萌音『yattokosa』Tour 2023                           | 12月3日  | 熊本県 熊本城ホール・メインホール                                 | [ 580 ]         |
| 2023 | 上白石萌音『yattokosa』Tour 2023                           | 12月23日 | 大阪府 フェニーチェ堺・大ホール                                   | [ 580 ]         |
| 2023 | 上白石萌音『yattokosa』Tour 2023                           | 12月24日 | 愛媛県 松山市民会館・大ホール                                     | [ 580 ]         |
| 2024 | 上白石萌音『yattokosa』Tour 2024-25《kibi》                | 12月6日  | 大阪府 フェスティバルホール                                       | [ 581 ]         |
| 2024 | 上白石萌音『yattokosa』Tour 2024-25《kibi》                | 12月7日  | 大阪府 フェスティバルホール                                       | [ 581 ]         |
| 2024 | 上白石萌音『yattokosa』Tour 2024-25《kibi》                | 12月22日 | 青森県 リンクステーションホール青森                               | [ 581 ]         |
| 2025 | 上白石萌音『yattokosa』Tour 2024-25《kibi》                | 1月11日  | 佐賀県 佐賀市文化会館                                             | [ 581 ]         |
| 2025 | 上白石萌音『yattokosa』Tour 2024-25《kibi》                | 1月13日  | 三重県 シンフォニアテクノロジー響ホール伊勢（伊勢市観光文化会館） | [ 581 ]         |
| 2025 | 上白石萌音『yattokosa』Tour 2024-25《kibi》                | 1月18日  | 京都府 ロームシアター京都 メインホール                            | [ 581 ]         |
| 2025 | 上白石萌音『yattokosa』Tour 2024-25《kibi》                | 1月19日  | 福井県 フェニックス・プラザ エルピス大ホール                      | [ 581 ]         |
| 2025 | 上白石萌音『yattokosa』Tour 2024-25《kibi》                | 1月25日  | 香川県 高松レグザムホール（香川県県民ホール）                     | [ 581 ]         |
| 2025 | 上白石萌音『yattokosa』Tour 2024-25《kibi》                | 1月26日  | 広島県 広島文化学園 HBGホール                                     | [ 581 ]         |
| 2025 | 上白石萌音『yattokosa』Tour 2024-25《kibi》                | 2月2日   | 東京都 東京ガーデンシアター                                       | [ 581 ]         |
| 2025 | 上白石萌音『yattokosa』Tour 2024-25《kibi》                | 2月9日   | 愛知県 愛知県芸術劇場 大ホール                                    | [ 581 ]         |

ライブツアーで日本全国を巡ることを目標としている。

### 対バンライブ
| 年   | タイトル                   | 月日     | 会場                    | 備考            |
| ---- | -------------------------- | -------- | ----------------------- | --------------- |
| 2015 | 『初霜月の歌』             | 10月19日 | 東京・青山 月見ル君想フ | [ 583 ]         |
| 2016 | 『咲き乱す桃の花より初桜』 | 3月1日   | 東京・青山 月見ル君想フ | [ 584 ]         |
| 2016 | 『Girls Pop Collection』   | 12月27日 | 東京・青山RizM          | [ 585 ] [ 586 ] |

### 音楽イベント・ゲスト出演など
- 風とロック芋煮会2016 KAZETOROCK IMONY WORLD『ACO ONE GRAND-PRIX』( 2016年9月17日)-飛び入り参加[注 43] [587][588][589]
- デビュー記念フリーライブ
  - 2016年10月4日、池袋サンシャインシティ噴水広場
  - 2016年10月12日、HMV&BOOKS HAKATA
  - 2016年10月15日、阪急西宮ガーデンズ
- 『 COUNTDOWN JAPAN1617！！ 』（2016年12月28日、幕張メッセ国際展示場）[590]
- 「HY」リリースパーティー特別ゲスト(2017年3月4日、東京・日本工学院専門学校・蒲田キャンパス 1号館)[591]
- 『 青二祭 』 (2017年3月27日、AKASAKA BLITZ)[592]
- 日本テレビ主催『 ZIP!春フェス2017 』 (2017年3月30日、東京ドームシティホール)[593]
- 『 トアロード・アコースティック・ライブ 』 (2017年4月16日)[594]
- 「FM802 SPECIAL LIVE 紀陽銀行 presents REQUESTAGE 15」（2017年4月29日、大阪城ホール）[595]
- 「佐藤竹善 Presents Cross your fingers 19〜Cornerstones Anniversary Contents〜」(2017年5月4日、大阪・オリックス劇場)[596]
- 1st オリジナルアルバム「and…」発売記念フリーライブ（2017年7月16日、ラゾーナ川崎プラザ）-ミニライブ、CDジャケットサイン会[597]
- 「コカ･コーラ SUMMER STATION 音楽LIVE」(2017年7月16日〜8月20日、六本木ヒルズアリーナ)[598]
- 「FM802 HOLIDAY SPECIAL 和歌山マリーナシティpresents SEASIDE PLEASURE」(2017年7月17日 12:00〜、和歌山マリーナシティ)[599]
- タワーレコード難波店 1日店長就任(2017年7月18日 18:45〜らタワーレコード難波店)-トーク、サイン会[600]
- 「タワーレコード福岡パルコ店 インストアステージ」(2017年07月26日、福岡パルコ店  )-トーク、サイン会など[601]
- 『 第45回MBC夏まつり 』 2017年7月26日・27日、MBCグラウンド)-サイン会など[602]
- 『 ROCK IN JAPAN FESTIVAL 』 (2017年8月5日、茨城・国営ひたち海浜公園)[603]
- 「and…」発売記念 「SHIBUYA TSUTAYA インストアステージ」(2017年8月19日、SHIBUYA TSUTAYA 7F SHELF67内 WIRED TOKYO 1999)-トーク、ミニライブ、サイン会[604]
- TBS主催『History Of Pops 70's』( 2017年8月22日・23日、中野サンプラザホール)[605]
- 『風街ガーデンであひませう2017』( 2017年10月6日・7日・8日、恵比寿ザ・ガーデンホール )[606]
- 『Lovefes2017』(2017年10月14日・15日、長崎水辺の森公園)[607]
- 『佐賀さいこうフェス』(2017年10月21日・22日、佐賀城本丸歴史館周辺・佐賀県立博物館・美術館前)[608]
- 『COUNTDOWN JAPAN 17/18』(2017年12月31日、幕張メッセ)[609]
- 井上芳雄のイベント『井上芳雄 by MYSELF スペシャルライブ』(2018年10月27日)-堂本光一とともに飛び入り参加[注 44] [610]
- 音月桂20th Anniversary Solo Live『Life-Size』(2019年3月16日 13:00、紀伊国屋サザンシアター)[611]
- 井上芳雄のイベント『 井上芳雄 by MYSELF リスナー感謝祭 』(2019年11月5日、渋谷公会堂)[612]
- 海宝直人のコンサート『ATTENTION PLEASE!』（2023年1月7日（土）18:00、1月8日（日）13:00／18:00、シアタークリエ）[613]
- 音楽番組「Sound Inn S」のコンサート『Sound Inn S 放送100回記念コンサート』（2023年6月28日、東京国際フォーラム ホールC）[614]

- 島田歌穂のコンサート『島田歌穂 Musical,Musical,Musical!! vol.4』（2023年7月21日、新宿文化センター 大ホール）[615]
- 文化庁移転記念事業Opening Celebration『きょう ハレの日、記念コンサート』（2023年9月8日、ロームシアター京都 メインホール）[616]
- 夏木マリのライブ『祝・日比谷野音100周年 MARI NATSUKI 50 Jubilee LIVE』（2023年9月16日、東京・日比谷野外音楽堂）[617]
- いきものがかりのライブ『こんにつあー2024 DAY21』（2024年5月25日、ぴあアリーナMM）[618]
- CONCERT「THE BEST New HISTORY COMING」（2025年2月25日・26日、帝国劇場）[619][620]

### バンドメンバー
- オンラインライヴ『i note』[621]
  - Vocal 上白石萌音
  - keyboards&A.Pf 宗本康兵
  - Drums 河村”カースケ”智康
  - Guiter 遠山哲朗
  - Bass 須長和広
  - Manipulate&keyboards 前田雄吾
- 『yattokosa』Tour 2021[622]
  - Vocal 上白石萌音
  - keyboards 宗本康兵（東京、大阪、名古屋）
  - keyboards 清水俊也（福岡、鹿児島）
  - Guiters 遠山哲朗
  - Bass 浜崎賢太（東京）
  - Bass 須長和広（大阪、福岡、鹿児島、名古屋）
  - Drums&Percussion 朝倉真司
  - Manipulate&keyboards 前田雄吾
- 上白石萌音 『yattokosa』Tour 2022[623]
  - Vocal 上白石萌音
  - Guiter&Band Master 遠山哲朗
  - Bass 須長和広（那覇、札幌）、宮本將行（岡山）、川崎哲平（東京）
  - Drums&Percussion 朝倉真司（那覇、岡山、東京） 、伊吹文裕（札幌）
  - keyboards 宮崎裕介
  - Manipulate&keyboards 前田雄吾
- 『MONE KAMISHIRAISHI 2023 at BUDOKAN』[624]
  - Vocal 上白石萌音
  - Guiter&Band Master 遠山哲朗
  - keyboards 宮崎裕介
  - Bass 須長和広
  - Drums&Percussion 朝倉真司
  - Manipulate&keyboards 前田雄吾
  - violin 雨宮麻未子、三國茉莉
  - Viola 角谷奈緒子
  - Cello 松尾佳奈
  - Trumpet ルイス・パジェ
- 『Billboard Live 15th Anniversary Premium Live』[625]
  - Vocal 上白石萌音
  - Guiter&Band Master 遠山哲朗
  - keyboards 宮崎裕介
  - Bass 須長和広
  - Drums&Percussion 朝倉真司
  - Saxophone 小林香織
- 『yattokosa』Tour 2023[626]
  - Vocal 上白石萌音
  - Guiter&Band Master 遠山哲朗
  - keyboards 宮崎裕介
  - Bass 須長和広
  - Drums&Percussion 朝倉真司
  - Manipulate&keyboards 前田雄吾
  - Sax&Flute&Clarinet 橋本和也

## ディスコグラフィ

### 配信シングル
|      | 発売日         | タイトル               | 発売元           | 収録アルバム | 備考    |
| ---- | -------------- | ---------------------- | ---------------- | ------------ | ------- |
| 1st  | 2017年4月28日  | 告白                   | ポニーキャニオン | and…         | [ 627 ] |
| 2nd  | 2017年10月4日  | あなたの声             | ポニーキャニオン | 未収録       | [ 628 ] |
| 3rd  | 2019年4月5日   | ハッピーエンド         | ユニバーサルJ    | note         | [ 629 ] |
| 4th  | 2019年6月12日  | 永遠はきらい           | ユニバーサルJ    | note         | [ 630 ] |
| 5th  | 2019年10月14日 | 一縷                   | ユニバーサルJ    | note         | [ 631 ] |
| 6th  | 2020年2月25日  | from the seeds         | ユニバーサルJ    | note         | [ 632 ] |
| 7th  | 2020年4月5日   | 夜明けをくちずさめたら | ユニバーサルJ    | note         | [ 633 ] |
| 8th  | 2022年1月1日   | 懐かしい未来           | ユニバーサルJ    | name         | [ 634 ] |
| 9th  | 2023年12月14日 | Loop                   | ユニバーサルJ    |              | [ 635 ] |
| 10th | 2024年4月24日  | スピカ                 | ユニバーサルJ    |              | [ 636 ] |

### シングル

#### 上白石萌音名義
|     | 発売日         | タイトル               | 収録曲 | 最高位 | 備考            |
| --- | -------------- | ---------------------- | --- | ------ | --------------- |
| 1st | 2021年10月13日 | I'll be there / スピン | 初回限定盤 I'll be there スピン※エッセイ「いろいろ」の“おとも” 白い泥 studio live ver.通常盤 I'll be there スピン※エッセイ「いろいろ」の“おとも” I'll be there（おうちカラオケver.） スピン（おうちカラオケver.） | 10位   | [ 72 ] [ 73 ]   |
| 2nd | 2023年10月25日 | ひかりのあと/skip      | 初回限定盤 ひかりのあと skip通常盤 ひかりのあと skip ひかりのあと -いっしょに歌う?ver. skip -いっしょに歌う?ver.                                                                                                  | 11位   | [ 638 ] [ 639 ] |

#### その他の名義
1. 舞妓はレディ（2014年7月16日、ポニーキャニオン） - 小春（上白石萌音）名義。

### アルバム

#### カバーアルバム
|     | 発売日        | タイトル   | 最高位 | 備考                     |
| --- | ------------- | ---------- | ------ | ------------------------ |
| 1st | 2016年10月5日 | chouchou   | 13位   | [ 注 45 ] [ 63 ] [ 641 ] |
| 2nd | 2021年6月23日 | あの歌 -1- | 6位    | [ 642 ] [ 643 ]          |
| 2nd | 2021年6月23日 | あの歌 -2- | 7位    | [ 642 ] [ 643 ]          |

#### オリジナルアルバム
|     | 発売日         | タイトル  | 最高位 | 備考             |
| --- | -------------- | --------- | ------ | ---------------- |
| 1st | 2017年7月12日  | and...    | 25位   | [ 644 ] [ 645 ]  |
| 2nd | 2019年7月10日  | i         | 27位   | [ 646 ] [ 647 ]  |
| 3rd | 2020年8月26日  | note      | 3位    | [ 70 ] [ 注 46 ] |
| 3rd | 2020年12月23日 | note book | 3位    | [ 70 ] [ 注 46 ] |
| 4th | 2022年7月13日  | name      | 9位    | [ 648 ] [ 649 ]  |
| 5th | 2024年11月6日  | kibi      | 11位   | [ 650 ] [ 651 ]  |

#### レコード
|     | 発売日        | タイトル | 最高位 | 備考 |
| --- | ------------- | -------- | ------ | ---- |
| 1st | 2024年12月4日 | note     |        |      |
| 2nd | 2024年12月4日 | name     |        |      |

### 映像
|     | 発売日        | タイトル                                            | 最高位                | 備考                    |
| --- | ------------- | --------------------------------------------------- | --------------------- | ----------------------- |
| 1st | 2021年3月31日 | MONE KAMISHIRAISHI ONLINE LIVE 2020「i note」       | 8位                   | [ 652 ]                 |
| 2nd | 2022年1月19日 | Mone Kamishiraishi 『yattokosa』Tour 2021           | 4位                   | [ 653 ]                 |
| 3rd | 2022年12月7日 | Mone Kamishiraishi 『yattokosa』Tour 2022           | 8位                   | [ 654 ]                 |
| 4th | 2023年8月23日 | Mone Kamishiraishi 2023 at BUDOKAN                  | 5位（DVD） 7位（BD）  | [ 655 ]                 |
| 5th | 2024年4月17日 | Mone Kamishiraisihi 『yattokosa』Tour 2023          | 8位（DVD） 12位（BD） | [ 656 ] [ 657 ] [ 658 ] |
| 6th | 2025年7⽉16⽇ | Mone Kamishiraishi “yattokosa” Tour 2024-25《kibi》 |                       | [ 659 ]                 |

### 参加作品
|     | 発売日         | タイトル                                                                   | 歌唱曲                                    | 発売元                     | 備考    |
| --- | -------------- | -------------------------------------------------------------------------- | ----------------------------------------- | -------------------------- | ------- |
| 1st | 2014年9月10日  | 映画『舞妓はレディ』 ミュージカル・ソングス&サウンドトラック・コレクション | 「舞子はレディ」を含め全7曲               | ポニーキャニオン           |         |
| 2nd | 2018年8月8日   | CHANPULU STORY 〜HY tribute〜                                              | 「HAPPY」                                 | ユニバーサルJ              | [ 660 ] |
| 3rd | 2019年10月23日 | オフコース・クラシックス                                                   | 「さよなら」                              | USM JAPAN                  | [ 661 ] |
| 4th | 2021年3月3日   | 大橋トリオ シングル「ミルクとシュガー」 アルバム「NEW WORLD」              | 「ミルクとシュガー duet with 上白石萌音」 | rhythm zone                | [ 662 ] |
| 5th | 2023年2月8日   | 大橋トリオ「探偵ロマンス」                                                 | 「叶わぬ夢」                              | A.S.A.B                    | [ 663 ] |
| 6th | 2023年10月25日 | さだまさし トリビュートアルバム「みんなのさだ」                            | 「秋桜」                                  | ビクターエンタテインメント | [ 664 ] |
| 7th | 2024年2月14日  | いきものがかり 新解釈コラボレーションアルバム「いきものがかりmeets」       | 「帰りたくなったよ」                      | Sony Music Labels          | [ 665 ] |
| 8th | 2025年1月29日  | Bank Band『カラ』                                                          | 「カラ」                                  | トイズファクトリー         | [ 666 ] |

### ミュージックビデオ
|      | 公開日         | タイトル                                                                                                  | 備考                      |
| ---- | -------------- | --- | ------------------------- |
| 1st  | 2015年2月24日  | 上白石萌音 The Favorite Songs vol.1 「奏」                                                                | [ 667 ]                   |
| 2nd  | 2015年9月18日  | 上白石萌音 The Favorite Songs vol.2 「home」                                                              |                           |
| 3rd  | 2016年9月30日  | 上白石萌音 アルバム“chouchou”より「366日」                                                                | [ 668 ]                   |
| 4th  | 2017年7月6日   | 上白石萌音「ストーリーボード」                                                                            | [ 669 ]                   |
| 5th  | 2017年7月11日  | 上白石萌音「告白」                                                                                        |                           |
| 6th  | 2019年4月5日   | 上白石萌音×内澤崇仁(androp)「ハッピーエンド」葵version by 映画『L♡DK ひとつ屋根の下、「スキ」がふたつ。』 | [ 670 ]                   |
| 7th  | 2019年6月12日  | 上白石萌音「永遠はきらい」                                                                                | [ 注 48 ]                 |
| 8th  | 2019年10月14日 | 上白石萌音「一縷」（映画『楽園』コラボMV）                                                                | [ 注 49 ] [ 671 ] [ 672 ] |
| 9th  | 2020年2月21日  | 上白石萌音「From The Seeds」                                                                              | [ 673 ]                   |
| 10th | 2020年5月11日  | 上白石萌音「夜明けをくちずさめたら」                                                                      | [ 674 ] [ 675 ]           |
| 11th | 2020年8月22日  | 上白石萌音「白い泥」MV(ショートVer.)                                                                      | [ 676 ] [ 677 ]           |
| 12th | 2020年12月17日 | 上白石萌音×内澤崇仁(androp)「ハッピーエンド」MV（ショートVer.）                                           | [ 678 ] [ 注 50 ]         |
| 13th | 2021年2月17日  | 大橋トリオ / ミルクとシュガー duet with 上白石萌音                                                        | [ 679 ]                   |
| 14th | 2021年9月29日  | 上白石萌音 「スピン」 Music Video short ver.                                                              | [ 680 ]                   |
| 15th | 2021年10月13日 | 上白石萌音「I’ll be there」Music Video                                                                    | [ 681 ]                   |
| 16th | 2022年1月1日   | 上白石萌音「懐かしい未来」（作詞・作曲：森山直太朗）Music Video                                           | [ 682 ]                   |
| 17th | 2022年7月11日  | 上白石萌音「夕陽に溶け出して」Music Video                                                                 | [ 683 ]                   |
| 18th | 2023年12月15日 | 上白石萌音「Loop」Music Video                                                                             | [ 684 ]                   |
| 19th | 2024年4月24日  | 上白石萌音「スピカ」Music Video                                                                           | [ 685 ]                   |

## タイアップ
| 起用年 | タイトル               | タイアップ                                                                              | 収録曲                                                  |
| ------ | ---------------------- | --------------------------------------------------------------------------------------- | ------------------------------------------------------- |
| 2014年 | 舞妓はレディ           | 映画『舞妓はレディ』主題歌                                                              | シングル「舞妓はレディ」                                |
| 2017年 | 告白                   | フジテレビ系情報番組『めざましテレビ アクア』テーマソング                               | 配信シングル「告白」 アルバム『and...』                 |
| 2017年 | パズル                 | テレビアニメ『境界のRINNE』第3シリーズエンディングテーマ                                | アルバム『and...』                                      |
| 2017年 | あなたの声             | 『NHKみんなのうた』2017年10月 - 11月オンエア曲                                          | 配信シングル「あなたの声」                              |
| 2019年 | ハッピーエンド         | 映画『L♡DK ひとつ屋根の下、「スキ」がふたつ。』主題歌                                   | 配信シングル「ハッピーエンド」 アルバム『i』            |
| 2019年 | 一縷                   | 映画『楽園』主題歌                                                                      | 配信シングル「一縷」                                    |
| 2020年 | From The Seeds         | アニメ『7SEEDS』第2期オープニングテーマ                                                 | 配信シングル「From The Seeds」                          |
| 2020年 | 夜明けをくちずさめたら | 『NHKみんなのうた』2020年4月 - 5月オンエア曲 ミュージカル『リトル・ゾンビガール』主題歌 | 配信シングル「夜明けをくちずさめたら」                  |
| 2020年 | 白い泥                 | アニメ『メジャーセカンド』第2シリーズオープニングテーマ                                 | アルバム「note」                                        |
| 2021年 | I’ll be there          | 情報ワイド・バラエティ番組『王様のブランチ』オープニングテーマ                          | シングル「I’ll be there/スピン」                        |
| 2021年 | 懐かしい未来           | 第100回全国高等学校サッカー選手権大会応援歌                                             | 配信シングル「懐かしい未来」                            |
| 2022年 | 夕陽に溶け出して       | TBS系『News23』エンディングテーマ                                                       | アルバム「name」                                        |
| 2023年 | 叶わぬ夢               | NHK総合土曜ドラマ『探偵ロマンス』劇中歌                                                 | オリジナル・サウンドトラック 大橋トリオ「探偵ロマンス」 |
| 2023年 | Loop                   | 読売テレビ・日本テレビ系スペシャルドラマ『自転しながら公転する』主題歌                  | 配信シングル「Loop」                                    |
| 2024年 | スピカ                 | テレビ東京系アニメ『バーテンダー 神のグラス』エンディングテーマ                         | 配信シングル「スピカ」                                  |
| 2024年 | hiker                  | フジテレビ系報道番組『Live News イット!』テーマソング                                   | アルバム「kibi」                                        |

## 書籍

### 著書
- 『いろいろ』NHK出版、2021年9月25日。ISBN 978-4-1408-1863-3[701]
  - ISBN 978-4-1499-7466-8 - 同Amazon限定オリジナルカバー
  - 台湾版（2023年6月8日）[702]
- 『翻訳書簡 『赤毛のアン』をめぐる言葉の旅』NHK出版、2022年7月25日。ISBN 978-4-1403-5181-9 - 河野万里子との共著[703][704]

### 解説
- そして、バトンは渡された / 瀬尾まいこ 作（2020年9月2日、文藝春秋）ISBN 978-4-16-791554-4[705]
- 常設展示室 / 原田マハ 作（2021年10月28日、新潮文庫）ISBN 978-4-10125964-2[706]
- ひとりでカラカサさしてゆく / 江國香織 作(2024年6月26日、新潮文庫) ISBN 978-4-10133930-6 [707]

### 寄稿
- 『悲劇喜劇』(2019年11月号、早川書房)「わたしの衣・食・遊・住」-エッセイ[708]
- 「没後10年 井上ひさし展―希望へ橋渡しする人」（2020年）[注 51]

### 連載
- B.L.T.（2011年6月号 - 不定期、東京ニュース通信社）東宝シンデレラで『girls be ambicious』連載
- ラジオ英会話（2020年4月号 - 、NHK出版）「上白石萌音の翻訳書簡『赤毛のアン』をめぐる旅」連載[710]

| 回 | 年度 | 月号   | サブタイトル                       |
| -- | ---- | ------ | ---------------------------------- |
| 1  | 2020 | 4月号  | 訳者は役者に通ず                   |
| 2  | 2020 | 5月号  | アンの“wonderful”                  |
| 3  | 2020 | 6月号  | ヤクシャは監督にも通ず             |
| 4  | 2020 | 7月号  | 翻訳を生かすも殺すも会話次第       |
| 5  | 2020 | 8月号  | 話し言葉は現実と虚構の間(あわい)を |
| 6  | 2020 | 9月号  | ギルバート、登場                   |
| 7  | 2020 | 10月号 | 語感を研ぎ澄ます                   |
| 8  | 2020 | 11月号 | アンの部屋を満たしているのは…      |
| 9  | 2020 | 12月号 | ただ一つの言葉を選びとる           |
| 10 | 2021 | 1月号  | 言葉は誘い合う                     |
| 11 | 2021 | 2月号  | 求心力と吸収力                     |
| 12 | 2021 | 3月号  | 感動の大きさを、そのままに         |
| 13 | 2021 | 4月号  | 正解はないけれど                   |

- MEN'S NON-NO（2022年1月号-、集英社）「上白石萌音と世界をガブリ！BITE the World」連載[711]

| 回   | 年度 | 月号         | タイトル                         | 備考                            |
| ---- | ---- | ------------ | -------------------------------- | ------------------------------- |
| 1    | 2023 | 1・2月合併号 | メキシコ『童心に帰る』           | [ 712 ]                         |
| 1    | 2023 | 1・2月合併号 | 日本『小粋の名残』               | [ 713 ]                         |
| 2    | 2023 | 3月号        | エジプト『言い知れぬ味』         | [ 714 ]                         |
| 3    | 2023 | 4月号        | フィンランド『安心と刺激』       | [ 715 ]                         |
| 4    | 2023 | 5月号        | スリランカ『一緒くた』           | [ 716 ]                         |
| 5    | 2023 | 6月号        | ドイツ『肉は見かけによらぬもの』 | [ 717 ]                         |
| 6    | 2023 | 7月号        | 中国『強火』                     | [ 718 ]                         |
| 7    | 2023 | 8・9月合併号 | USA『ハングリー』                | [ 719 ]                         |
| 8    | 2023 | 10月号       | ブータン『 「辛」と「幸」 』     | [ 720 ]                         |
| 9    | 2023 | 11月号       | ポルトガル『 フランセジーニャ 』 | [ 721 ]                         |
| 特別 | 2023 | 12月号       | 上白石萌音とオシャレをガブリ！   | [ 722 ] [ 723 ] [ 724 ] [ 725 ] |
| 10   | 2024 | 1・2月合併号 | スイス『憧れのチーズ』           | [ 726 ] [ 727 ]                 |
| 11   | 2024 | 3月号        | ペルー『コースに沿って』         | [ 728 ] [ 729 ]                 |
| 12   | 2024 | 4月号        | 台湾『郷愁』                     | [ 730 ] [ 731 ]                 |
| 13   | 2024 | 5月号        | ギリシャ『安定的ときめき』       | [ 732 ] [ 733 ]                 |
| 14   | 2024 | 6月号        | トルコ『宮廷医の愛』             | [ 734 ] [ 735 ]                 |
| 15   | 2024 | 7月号        | シンガポール『ぽいの壁』         | [ 736 ] [ 737 ]                 |
| 16   | 2024 | 8・9月合併号 | フランス『呑気と本気』           | [ 738 ] [ 739 ]                 |

### 写真集
- aBUTTON VOL.9_青春 上白石萌音/上白石萌歌（PLUP SERIES）、2012年5月31日、PARCO出版、ISBN 978-4-89194-959-4
- 私が撮りたかった女優展 2021 上白石萌音(女優の奈緒が撮影)/池田エライザ/山田杏奈/芋生悠/鳴海唯、2021年4月16日、guilloche inc.出版、ISBN 978-4-99-118831-2 [740]

### 表紙モデル
- 天使のなみだ。（2011年10月21日、集英社ピンキー文庫）ISBN 978-4-08-660019-4 - 妹・萌歌との共演

### 関連書籍
- オーディオブック版『君の名は。Another Side:Earthbound』第1話〜第3話 - 朗読[741]

### 帯コメント
- バカの壁 / 養老孟司 著（2003年4月10日、新潮新書）ISBN 978-4-10-610003-1
- さがしもの / 角田光代 作（2008年10月28日、新潮文庫）ISBN 978-4-10-105824-5[742]
- 戸村飯店青春100連発 / 瀬尾まいこ 作（2012年1月4日、文春文庫）ISBN 978-4-16776802-7[743]
- 君に恋をするなんて、ありえないはずだった そして、卒業 / 筏田かつら 作（2017年7月6日、宝島社文庫）ISBN 978-4-8002-7463-2[744]
- 常設展示室 / 原田マハ 作（2018年11月22日、新潮社）ISBN 978-4-10-331754-8[745]
- そして、バトンは渡された / 瀬尾まいこ 作（2020年9月2日、文藝春秋）ISBN 978-4-16-791554-4[746]
- 虎のたましい人魚の涙 / くどうれいん 著（2022年9月22日、講談社）ISBN 978-4-06-529092-7[747]
- ゴッホのプロヴァンス便り 手紙とスケッチで出会う、あたらしいゴッホ / マーティン・ベイリー 著 （2023年4月25日、マール社）ISBN 978-4-83-730694-8[748]
- うたうおばけ / くどうれいん 著（2023年10月13日、講談社）ISBN 978-4-06-532877-4[749]
- 精選女性随筆集 武田百合子 / 川上弘美 選（2024年1月4日、文春文庫）ISBN 978-4-16-792163-7[750]
- 精選女性随筆集 石井桃子 高峰秀子  / 川上弘美 選 （2024年4月9日、文春文庫）ISBN 978-4-16-792208-5[751]
- ブラームスはお好き / フランソワーズ・サガン 作（2024年4月24日、新潮文庫）ISBN 978-4-10-211829-0[752]
- 夜明けをまつどうぶつたち /  ファビオラ・アンチョレナ 作 ( 2024年05月27日 、NHK出版)ISBN 978-4-14-036155-9[753]
- なんだか今日もダメみたい / 竹中直人 著（2024年6月24日、筑摩書房) ISBN 978-4-480-81580-4[754]